# Lijst van veldslagen (chronologisch)

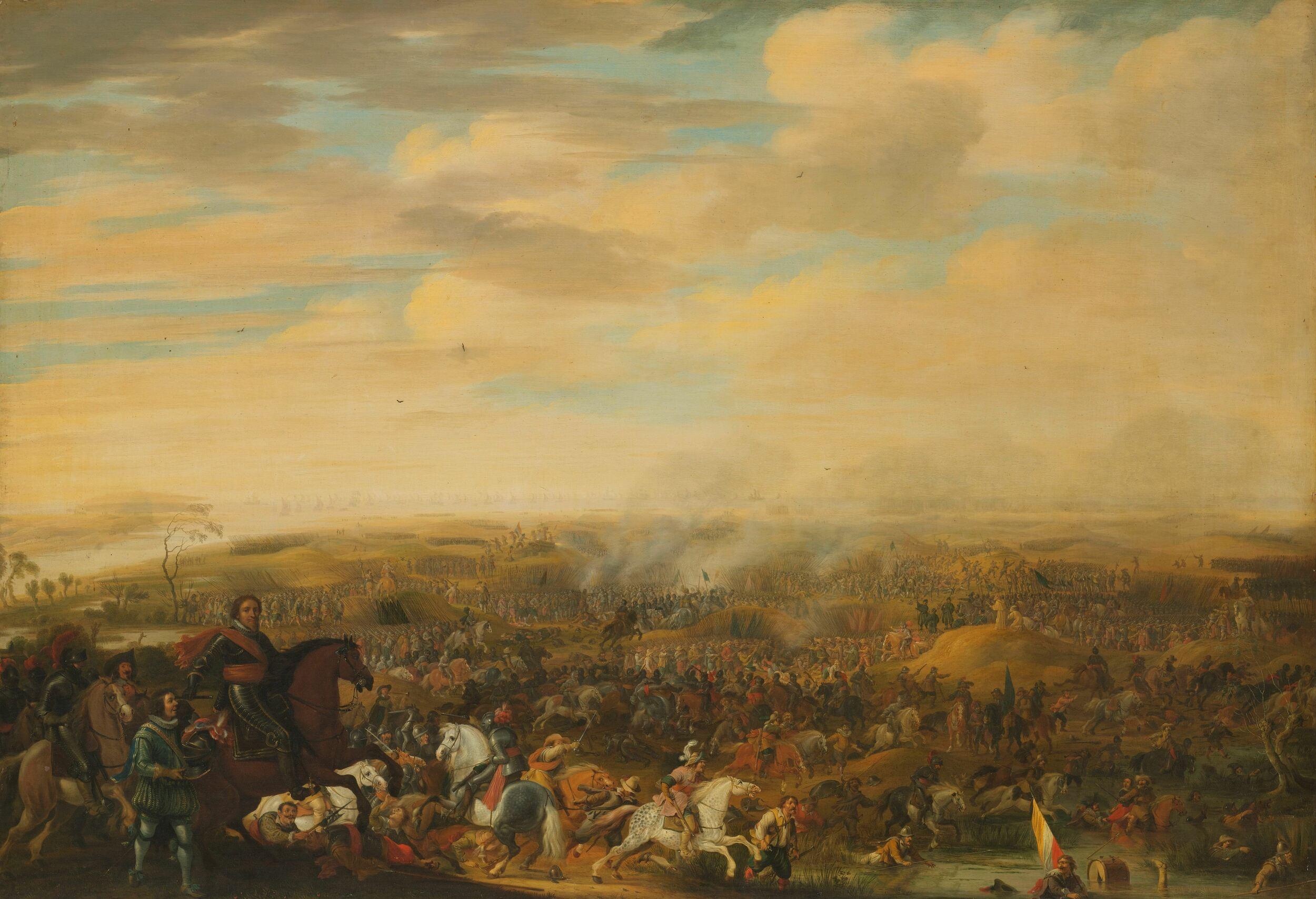
Slag bij Nieuwpoort, 1600

Hieronder staat een lijst van veldslagen naar chronologie.

## Veldslagen door de eeuwen heen

### 15e eeuw v.Chr.
- 1457 v.Chr. – Slag bij Megiddo

### 13e eeuw v.Chr.
- 1274 v.Chr. – Slag bij Kadesh

### 12e eeuw v.Chr.
- ca. 1184 v.Chr. – Trojaanse Oorlog

### 9e eeuw v.Chr.
- 853 v.Chr. – Slag bij Qarqar

### 7e eeuw v.Chr.
- 605 v.Chr. – Slag bij Karkemish

### 6e eeuw v.Chr.
- 585 v.Chr. – Slag bij de Halys
- 547 v.Chr. – Slag bij Pteria
- 525 v.Chr. – Slag bij Pelusium – De Perzische koning Cambyses II verslaat farao Psammetichus III en verovert Egypte
- 522 v.Chr. – Slag bij Sikayauvatish

### 5e eeuw v.Chr.
- 499 v.Chr. – Beleg van Naxos – Perzen belegeren de Grieken op Naxos zonder succes
- 498 v.Chr. – Beleg van Sardis – De stad Sardis wordt belegerd door een coalitie van Grieken uit Ionië, Athene en Eretria
- 498 v.Chr. – Slag bij Efese – Perzische overwinning tijdens de Ionische Opstand
- 496 v.Chr. – Slag bij het Meer van Regillus – Romeinse overwinning
- 495 v.Chr. – Slag bij Aricia – De Romeinse consul Publius Servilius Priscus verslaat de Aurunci
- 494 v.Chr. – Slag bij Lade – Perzische overwinning tijdens de Ionische Opstand
- 494 v.Chr. – Slag bij Sepeia – Spartanen onder leiding van Cleomenes I verslaan de Argiven – De Spartaanse dominantie op de Peloponnesos is compleet
- 490 v.Chr. – Beleg van Naxos – Naxos wordt vernietigd door de Perzen
- 490 v.Chr. – Beleg van Eretria – De Perzen, aangevoerd door Datis en Artaphernes verslaan de Erertreeërs
- 490 v.Chr. – Slag bij Marathon – De Atheners verslaan het Perzische leger onder leiding van Darius I
- 484 v.Chr. – Slag bij Antium – De Romeinse consul Lucius Aemilius Mamercus wordt verslagen door de Volsken
- 484 v.Chr. – Slag bij Longula – Een dag na de slag bij Antium verslaat consul Mamercus de Volsken
- 480 v.Chr. – Slag bij Thermopylae – Perzen verslaan de Spartanen en bondgenoten en breken door de passen bij Thermopylae
- 480 v.Chr. – Slag bij Himera – Slag tussen Gelo van Syracuse en een Carthaags leger
- 480 v.Chr. – Slag bij Salamis – De Perzen worden verslagen door de Atheners
- 480 v.Chr. – Slag bij Veii – De Romeinen winnen nipt een veldslag tegen de Veiiers en hun Etruskische bondgenoten – De beide Romeinse consuls vinden echter de dood
- 479 v.Chr. – Slag bij Plataeae – De Atheners en Spartanen verslaan de Perzen
- 479 v.Chr. – Slag bij de Berg Mycale – De Atheners brengen de Perzen een vernietigende slag toe
- 478 v.Chr. – Beleg van Byzantium – Perzen veroveren de Griekse kolonie
- 478 v.Chr. – Slag bij Lize – Yue verslaat Wu in de Periode van de Strijdende Staten
- 477 v.Chr. – Slag bij Cremera – De Etruskische stad Veii verslaat een Romeins leger
- 477 v.Chr. – Slag bij de tempel van de hoop – De Romeinse consul Gaius Horatius Pulvillus vecht een onbesliste slag uit met de Etrusken
- 477 v.Chr. – Slag bij de Collijnse poort – Opnieuw kan consul Horatius de Etrusken niet verslaan
- 475 v.Chr. – Beleg van Eion – De Delische bond verovert Eion op de Perzen
- 474 v.Chr. – Slag bij Cumae – Hiëro I van Syracuse verslaat de Etrusken waardoor de Etruskische expansie in Zuidelijke Italië gestopt wordt
- 458 v.Chr. – Slag bij Mons Algidus – De Romeinen onder leiding van Lucius Quinctius Cincinnatus verslaan de Aequi
- 457 v.Chr. – Slag bij Tanagra – De Spartanen verslaan de Atheners bij Thebe, Griekenland
- 457 v.Chr. – Slag bij Oenophyta – De Atheners verslaan de Thebanen veroveren Boeotië
- 454 v.Chr. – Slag bij Prosoptis – De Perzen heroveren Egypte
- 453 v.Chr. – Slag bij Jinyang – Tijdens de Periode van de Strijdende Staten wordt Jin verdeeld in drie kleinere staten
- 450 v.Chr. – Beleg van Citium – De Perzen behouden de controle over Cyprus
- 447 v.Chr. – Slag bij Coronea – De Atheners verliezen controle over Boeotië
- 446 v.Chr. – Slag bij Corbione – De Romeinen boeken een overwinning op de Aequi
- 435 v.Chr. – Slag om Fidenae – De Romeinen verslaan de Veii
- 433 v.Chr. – Slag bij Sybota – Slag tussen de Atheners en de Korinthiërs
- 432 v.Chr. – Slag bij Potidaea – Korinthische troepen geven zich over na een tweejarig Atheens beleg
- 429 v.Chr. – Slag bij Spartolos – Chalkidiërs en hun bondgenoten verslaan de Atheners
- 427 v.Chr. – Mytileense Opstand – Athene dwingt Mytilene tot overgave
- 427 v.Chr. – Beleg van Plataea – De Spartanen vernietigen Plataea
- 426 v.Chr. – Slag bij Tanagra – De Atheners verslaan het leger van Thebe en Tanagra
- 426 v.Chr. – Aetolische Veldtocht - De Atheners leden zware verliezen tijdens een veldtocht tegen de Aetoliërs
- 426 v.Chr. – Slag bij Olpae – De Atheners onder Demosthenes verslaan het leger van Sparta en Ambracië
- 426 v.Chr. – Slag bij Idomene – Athene verslaat Ambracia
- 425 v.Chr. – Slag bij Sphacteria – Capitulatie van Spartaanse troepen na een Atheense belegering van 72 dagen
- 425 v.Chr. – Slag bij Pylos – De Atheners verslaan de Spartanen, veroveren hun vloot en isoleren de Spartanen op het eiland Sphacteria
- 424 v.Chr. – Slag bij Megara – Atheense nederlaag
- 424 v.Chr. – Slag bij Delium – Het Atheense leger onder Hippocrates wordt in Boeotië verslagen
- 422 v.Chr. – Slag bij Amphipolis – Slag uit de Peloponnesische Oorlog
- 418 v.Chr. – Slag bij Mantinea – De Spartanen onder koning Agis II verslaan Argos, Mantinea en Athene
- 417 v.Chr. – Slag bij Hysiae – Spartanen rukken op tegen Argos maar kunnen de stad niet innemen; daarop nemen ze Hysiae in
- 416 v.Chr. – Beleg van Melos - De Atheners belegeren Melos en dwingen het tot overgave. Alle mannen worden gedood.
- 409 v.Chr. – Slag  om Selinunte – De Dorisch Griekse stad Selinunte wordt vernietigd
- 409 v.Chr. – Slag om Himera – De Ionisch Griekse stad Himera wordt vernietigd
- 406 v.Chr. – Slag bij Mytilene – Sparta verslaat Athene
- 406 v.Chr. – Slag bij Arginusae – Laatste Atheense overwinning tijdens de Peloponnesische Oorlog
- 406 v.Chr. – Beleg van Akragas – De stad wordt geplunderd door de Carthagers
- 405 v.Chr. – Slag om Gela – De stad wordt geplunderd door de Carthagers
- 405 v.Chr. – Beleg van Camarina – De stad wordt geplunderd door de Carthagers
- 404 v.Chr. of 403 v.Chr. – Slag bij Phyle – Spartanen worden verslagen door Atheense bannelingen die de Atheense democratie pogen te herstellen
- 404 v.Chr. of 403 v.Chr. – Slag bij Munychia – De Atheense oligarchen worden verslagen door Atheense bannelingen die de Atheense democratie pogen te herstellen
- 403 v.Chr. – Slag bij Piraeus – Hoewel de Atheense bannelingen verslagen worden door de Spartanen wordt de Atheense democratie toch hersteld
- 401 v.Chr. – Slag bij Cunaxa – De Perzische koning Artaxerxes II verslaat zijn broer Cyrus de Jongere, die gesteund wordt door Griekse huurlingen

### 4e eeuw v.Chr.
- 398 v.Chr. – Beleg van Motya – Syracuse plundert de Punische stad Motya
- 397 v.Chr. – Slag bij Messene – De Ionische Griekse stad Messene wordt gebrandschat
- 397 v.Chr. – Beleg van Syracuse – Carthagers belegeren Syracuse zonder succes
- 396 v.Chr. – Slag om Veii – Romeinen veroveren laatste verzetshaard in handen van de Etrusken
- 395 v.Chr. – Slag bij Haliartus – Thebe verslaat Sparta tijdens de Korinthische Oorlog
- 394 v.Chr. – Slag bij Nemea – Spartanen verslaan een coalitie van Atheners, Thebane, Argiven en Korinthiërs
- 394 v.Chr. – Slag bij Cnidus – Een Perzische vloot onder de Athener Conon verslaat Sparta
- 394 v.Chr. – Slag bij Coronea – Koning Agesilaüs II van Sparta verslaat de Thebanen
- 391 v.Chr. – Slag bij Lechaeum – Iphicrates van Athene verslaat een Spartaans leger tijdens de Korinthische Oorlog
- 389 v.Chr. – Slag bij de Elleporus – Dionysios I van Syracuse verslaat de Italioten en breidt daarmee zijn invloed uit in Zuid-Italië
- 387 v.Chr. – Slag aan de Allia – Kelten (Senones) onder Brennus verslaan Romeinen
- 386 v.Chr. – Beleg van Rhegium – Dionysios I van Syracuse neemt de stad in en verkoopt alle inwoners als slaven
- 375 v.Chr. – Slag bij Tegyra – Pelopidas van Thebe verslaat Sparta
- 371 v.Chr. – Slag bij Leuctra – Thebe onder Epaminondas verslaat Sparta; de Spartaanse koning Cleombrotus I sneuvelt
- 364 v.Chr. – Slag bij Cynoscephalae – Thebe onder Pelopidas verslaat Alexander van Pherae
- 362 v.Chr. – Slag bij Mantinea – Thebe onder Epaminondas verslaat Sparta – Epaminondas sneuvelt
- 356 v.Chr. – Slag bij Embata – De Chiërs verslaan een Atheense leger
- 353 v.Chr. – Slag bij het Krokusveld – Philippus II van Macedonië verslaat de Phocaeërs in de Derde Heilige Oorlog
- 353 v.Chr. – Slag bij Guiling – Slag uit de Periode van de Strijdende Staten in China
- 343 v.Chr. – Slag bij Pelusium – Perzen verslaan Egyptische strijdmacht onder leiding van Nectanebo II
- 342 v.Chr. – Slag bij de Gaurusberg – Marcus Valerius Corvus verslaat de Samnieten
- 342 v.Chr. – Slag bij Maling – Slag uit de Periode van de Strijdende Staten in China
- 341 v.Chr. – Slag bij Suessula – De Romeinen verslaan de Samnieten, maar moeten zich terugtrekken na een opstand van verschillende Latijnse bondgenoten
- 340 v.Chr. – Slag bij de Crimissus – Timoleon verslaat een Carthaags leger in Sicilië
- 340 v.Chr. – Beleg van Byzantium – Philippus II van Macedonië belegert Byzantium
- 339 v.Chr. – Slag bij de Vesuvius – Romeinen verslaan opstandige coalitie van Latijnse bondgenoten
- 338 v.Chr. – Slag bij Chaeronea – Philippus II van Macedonië verslaat een Grieks coalitieleger onder leiding van de Thebanen en de Atheners
- 338 v.Chr. – Slag bij Trifanum – De opstandige Latijnse coalitie wordt definitief verslagen door de Romeinen onder leiding van T. Manlius Imperiosus
- 335 v.Chr. – Slag bij Thebe – Macedonië verslaat de Thebanen en brandschatten Thebe
- 334 v.Chr. – Slag aan de Granicus – Eerste slag tussen Alexander de Grote en Perzië onder Memnon van Rhodos
- 333 v.Chr. – Slag bij Issos – Tweede slag tussen Alexander de Grote en Perzië, deze keer aangevoerd door Darius III
- 333 v.Chr. – Beleg van Gordium – Parmenion neemt Gordium in waardoor volledig Anatolië in Macedonische handen valt
- 332 v.Chr. – Beleg van Tyrus – Alexander de Grote neemt de stad in
- 332 v.Chr. – Beleg van Gaza – Gaza valt in Macedonische handen waardoor ook Egypte kan veroverd worden
- 331 v.Chr. – Slag bij Pandosia – Alexander van Epirus, oom van Alexander de Grote sneuvelt in Italië in de strijd tegen de Samnieten
- 331 v.Chr. – Slag bij Gaugamela – Beslissende overwinning Alexander de Grote tegen Perzië
- 331 v.Chr. – Slag bij Megalopolis – De Macedoniërs onder Antipater verslaan Sparta onder koning Agis III
- 330 v.Chr. – Slag bij de Perzische Poort – Na de Macedonische overwinning neemt Alexander de Grote, Persepolis in
- 327 v.Chr. – Beleg van Neapolis – De Samnieten veroveren de Romeinse stad Neapolis
- 327 v.Chr. – Beleg van de Sogdiaanse Rots – Na de verovering van de versterking op de Sogdiaanse Rots of de Rots van Ariamazes valt Sogdië in Macedonische handen
- 327 v.Chr. – Beleg van Aornos – Alexander de Grote neemt het fort van Aornos in bij de toegang naar de rivier de Indus
- 326 v.Chr. – Slag bij de Hydaspes – Alexander de Grote verslaat Poros
- 322 v.Chr. – Slag bij Crannon – Slag tijdens de Lamische Oorlog
- 321 v.Chr. – Slag bij Caudijnse passen – Samnieten lokken Romeins leger in hinderlaag
- 317 v.Chr. – Slag bij Paraitakene – Veldslag tussen Antigonus Monophthalmus en Eumenes van Cardia
- 316 v.Chr. – Slag bij Lautulae – Veldslag uit de Tweede Samnitische Oorlog
- 316 v.Chr. – Slag bij Gabiene – Veldslag tussen Antigonus Monophthalmus en Eumenes van Cardia
- 312 v.Chr. – Slag bij Gaza – Veldslag tussen Ptolemaeus I van Egypte en Demetrius I Poliorcetes
- 310 v.Chr. – Slag aan de Himera – De Carthaagse generaal Hamilcar verslaat de tiran Agathocles van Syracuse
- 310 v.Chr. – Eerste Slag bij het Vadimonische Meer – De Romeinen verslaan de Etrusken
- 305 v.Chr. – Slag bij Bovianum – Romeinse overwinning uit de Tweede Samnitische Oorlog
- 305 v.Chr. – 304 v.Chr. – Beleg van Rhodos – De Rhodiërs weerstaan, samen met hun Seleucidische en Ptolemaeïsche geallieerden, de aanval van Demetrius Poliorcetes
- 301 v.Chr. – Slag bij Ipsus – Antigonus Monophthalmus sneuvelt in de strijd tegen Seleucus I Nicator en Lysimachus

### 3e eeuw v.Chr.
- 298 v.Chr. – Slag bij Camerinum – De Samnieten verslaan de Romeinen onder leiding van Lucius Cornelius Scipio in de Derde Samnitische Oorlog
- 297 v.Chr. – Slag bij Tifernum – De Samnieten krijgen een nederlaag te verduren in Umbrië
- 295 v.Chr. – Slag bij Sentinum – Romeinse overwinning over een coalitie van Samnieten, Etrusken, Umbriërs en Galliërs in de Derde Samnitische Oorlog
- 293 v.Chr. – Slag bij Aquilonia – Slag tussen Samnium en de Romeinse Republiek Dit was een Romeinse overwinning die het einde inluidde van de Derde Samnitische Oorlog
- 293 v.Chr. – Slag bij Yique – De Qin krijgen de overhand na een overwinning tegen de Wei en de Han
- 285 v.Chr. – Slag bij Arretium – Romeinse nederlaag tegen de Galliërs
- 283 v.Chr. – Tweede Slag bij het Vadimonische Meer – Een Romeins leger onder leiding van P. Cornelius Dolabello verslaat de Etrusken en de Galliërs
- 282 v.Chr. – Slag bij Populonia – Het Etruskisch verzet is definitief gebroken
- 281 v.Chr. – Slag bij Corupedium – Laatste slag in de oorlogen tussen de Diadochen – Seleucus I Nicator verslaat en dood Lysimachus
- 280 v.Chr. – Slag bij Heraclea – De eerste grote slag tussen Romeinse en Griekse legers; Pyrrhus van Epirus is de overwinnaar
- 279 v.Chr. – Slag bij Asculum – Pyrrhus verslaat opnieuw de Romeinen, maar lijdt zelf zware verliezen
- 279 v.Chr. – Slag bij Thermopylae – Onbesliste veldslag tussen een alliantie van Griekse steden en Galliërs
- 275 v.Chr. – Slag bij Beneventum – Laatste veldslag van Pyrrhus op Italiaanse bodem
- 261 v.Chr. – Slag bij Agrigentum – Eerste slag en Romeinse overwinning in de Eerste Punische Oorlog. Dit was het begin van Romeinse controle over Sicilië
- 260 v.Chr. – Slag bij Changping – De Qin krijgen de overhand in de voortdurende strijd tussen de verschillende staten in China
- 257 v.Chr. – Slag bij Tyndaris – De Romeinen nemen Siliciaanse stad in
- 255 v.Chr. – Slag bij Adys – De Romeinen onder leiding van Marcus Atilius Regulus verslaan de Carthagers in Noord-Afrika
- 255 v.Chr. – Slag bij Bagrades – De Carthagers onder leiding van de Griekse huurling Xanthippus verslaan de Romeinen en nemen Regulus gevangen
- 251 v.Chr. – Slag bij Panormus – Een Carthaagse strijdmacht onder leiding van Hasdrubal verslaat de Romeinen onder leiding van L. Caecilius Metellus
- 239 v.Chr. – Slag bij de Bagradas – Hamilcar Barcas verslaat een opstandig huurlingenleger
- 238 v.Chr. – Slag bij Utica – Opstandige Carthaagse huurlingen worden verslagen door Hamilcar Barcas
- 226 v.Chr. – Slag bij Dymae – Sparta verslaat de Achaeïsche Bond op een verpletterende manier
- 225 v.Chr. – Slag bij Faesuale – Romeinse nederlaag toegebracht door de Galliërs
- 225 v.Chr. – Slag bij Telamon – De Romeinse generaals Aemilius Papus en Caius Atilius Regulus verslaan de Galliërs
- 222 v.Chr. – Slag bij Clastidium – De Romeinen verslaan de Galliërs onder leiding van Marcus Claudius Marcellus
- 218 v.Chr. – Slag bij Sellasia – Cleomenes III van Sparta wordt verslagen door Antigonus Doson van Macedonië en de Achaeïsche Bond
- 218 v.Chr. – Beleg van Saguntum – Het begin van de Tweede Punische Oorlog
- 218 v.Chr. – Slag bij de Rhone – Hannibal Barkas verslaat de Galliërs op zijn weg naar Italië
- 218 v.Chr. – Slag bij de Ticinus – Eerste overwinning van Hannibal Barkas op Romeinse bodem
- 218 v.Chr. – Slag bij de Trebia – Eerste grote overwinning van Hannibal Barkas op de Romeinen
- 218 v.Chr. – Slag bij Cissa – Romeinse overwinning op klein Carthaags leger in Spanje
- 217 v.Chr., 22 juni – Slag bij Raphia – Antiochus III de Grote verslaat Ptolemaeus IV Philopator
- 217 v.Chr., 24 juni – Slag bij het Trasimeense Meer – Romeinen lijden zware verliezen in hinderlaag van Hannibal
- 217 v.Chr. – Slag bij Ager Falernus – Hannibal verslaat Romeinse eenheden onder leiding van Quintus Fabius Maximus
- 217 v.Chr. – Slag bij Geronium – Hannibal levert slag tegen Romeinse eenheden in Apulië
- 216 v.Chr., 2 augustus – Slag bij Cannae – Overwinning voor Hannibal over de Romeinen
- 216 v.Chr. – Eerste Slag om Nola – Eerste mislukte poging van Hannibal om Nola te veroveren
- 215 v.Chr. – Slag bij Dertosa – De Romeinse generaal Marcus Claudius Marcellus slaat een aanval van Hannibal af
- 215 v.Chr. – Tweede Slag om Nola – Tweede mislukte poging van Hannibal om Nola te veroveren
- 215 v.Chr. – Slag bij Cornus – Romeinen onder leiding van Titus Manlius Torquatus verslaan een Carthaags leger onder leiding van Hasdrubal Calvus in Sardinië
- 214 v.Chr. – Derde Slag om Nola – Derde en laatste mislukte poging van Hannibal om Nola te veroveren
- 214 v.Chr. – Slag bij Beneventum – Een leger van Romeinse slavenvrijwilligers verslaat Hanno waardoor Hannibal broodnodige versterkingen niet krijgt
- 214 v.Chr. – 212 v.Chr. – Beleg van Syracuse – De Romeinen nemen Syracuse in – De uitvinder Archimedes komt om het leven
- 212 v.Chr. – Slag bij Tarentum – Hannibal verslaat een Romeins leger in Zuid-Italië waardoor hij zijn positie aldaar versterkt
- 212 v.Chr. – Eerste Slag om Capua – Overwinning voor Hannibal over de Romeinen
- 212 v.Chr. – Slag bij Beneventum – Quintus Fulvius Flaccus verslaat Hanno de oudere in Zuid-Italië
- 212 v.Chr. – Slag bij de Silarus – Vernietigende nederlaag voor Romeinse legers onder Marcus Centenius Penula
- 212 v.Chr. – Eerste Slag om Herdonia – Grote Carthaagse overwinning
- 211 v.Chr. – Slag bij de Boven-Baetis – Carthaagse overwinning onder leiding van Hasdrubal Barkas over de Romeinse legioenen
- 211 v.Chr. – Tweede Slag om Capua – Romeinen breken belegering van Capua af nadat Hannibal optrekt naar Rome
- 210 v.Chr. – Tweede slag om Herdonia – Overwinning voor Hannibal en de vernietiging van Herdonia
- 210 v.Chr. – Slag bij Numistro – Onbesliste veldslag tussen Carthagers en Romeinen
- 209 v.Chr. – Eerste Slag bij Lamia – Phillipus V van Macedonië verslaat een Aetolische strijdmacht
- 209 v.Chr. – Tweede Slag bij Lamia – Opnieuw verslaat Phillipus V van Macedonië een Aetolische strijdmacht
- 209 v.Chr. – Slag bij de Arius – Antiochus III verslaat de Parthen
- 209 v.Chr. – Slag bij Asculum – Onbesliste veldslag tussen Carthagers en Romeinen
- 209 v.Chr. – Slag bij Beneventum – Quintus Fabius Maximus boekt een overwinning op Hannibals strijdkrachten
- 208 v.Chr. – Slag bij Baecula – Eerste slag van Scipio Africanus tegen de Carthagers
- 207 v.Chr. – Slag bij Grumentum – Onbesliste veldslag uit de Tweede Punische Oorlog
- 207 v.Chr. – Slag bij Julu – Xiang Yu verslaat een leger van de Qin
- 207 v.Chr. – Slag bij de Metaurus – Vernietiging van het Carthaags leger onder leiding van Hasdrubal in Noord-Italië
- 207 v.Chr. – Slag bij Cartagena – Scipio Africanus Major vernietigd de Carthaagse stad Cartagena
- 207 v.Chr. – Slag om Carmona – De Romeine veroveren de stad op de Carthagers
- 207 v.Chr. – Slag bij Mantinea – De Achaeïsche Bond verslaat de Spartanen
- 206 v.Chr. – Slag bij Ilipa – Overwinning van Scipio Africanus waarbij de Carthaagse macht in Spanje gebroken werd
- 205 v.Chr. – Slag bij Jingxing – Han Xin verslaat een numeriek sterker leger van de Zhao
- 205 v.Chr. – Slag bij de Tao – Han Xin verslaat opnieuw de Zhao en neemt hun prins gevangen
- 204 v.Chr. – Slag bij Crotona – Onbesliste veldslag uit de Tweede Punische Oorlog
- 204 v.Chr. – Slag bij Utica – Scipio Africanus levert slag tegen de Carthagers en Numidiërs – Er is geen duidelijke winnaar
- 204 v.Chr. – Slag bij de Wei – Han Xin verslaat een leger bestaande uit Qi en Westelijke Chu door hen in een hinderlaag te lokken
- 203 v.Chr. – Slag bij Utica – Scipio Africanus verslaat een Carthaags leger onder leiding van Hasbrubal
- 203 v.Chr. – Slag bij de Bagradas – Romeinse overwinning op de Carthagers in het hartland van Carthago (huidige Tunesië)
- 203 v.Chr. – Slag bij Cirta – Romeinen nemen Numidische hoofdstad in – De belangrijkste Carthaagse bondgenoot is uitgeschakeld
- 203 v.Chr. – Raid in de Povallei – Romeinse eenheden onder Varus en Cethegus verslaan Mago; de Carthaagse aanwezigheid in Italië is voorbij
- 202 v.Chr., 19 oktober – Slag bij Zama Regia – Scipio verslaat Hannibal
- 202 v.Chr. – Slag bij Gaixia – Han Gaozu, de latere keizer van China, verslaat zijn Chu-rivalen
- 201 v.Chr. – Slag bij Chios – Macedonië wordt door Rhodos en Pergamum verslagen in de Egeïsche Zee
- 200 v.Chr. – Slag bij Cremona – Romeinen verslaan de Galliërs in Gallia Cisalpina
- 200 v.Chr. – Slag bij Baideng – Het Chinese Hanleger wordt verslagen in zijn poging om de noordelijke Xiongnu te onderwerpen; de Chinese keizer wordt bijna gevangengenomen
- 200 v.Chr. – Slag bij Panium – Antiochus III de Grote consolideert zijn macht in Syrië en Israël

### 2e eeuw v.Chr.
- 198 v.Chr. – Slag bij Panium
- 198 v.Chr. – Slag bij Aous – Romeinse eenheden onder leiding van Titus Quinctius Flamininus verslaan de Macedoniërs onder leiding van Philippos V van Macedonië
- 197 v.Chr. – Slag bij Cynoscephalae – Philippos V van Macedonië wordt vernietigend verslagen door de Romeinen onder Flamininus
- 194 v.Chr. – Slag bij Placentia – Romeinse overwinning op de Galliërs
- 194 v.Chr. – Slag bij Mutina – Romeinse overwinning op de Galliërs
- 194 v.Chr. – Slag bij Gythium – Met Romeinse hulp verslaat Philopoemen van de Achaeïsche Bond de Spartanen
- 191 v.Chr. – Slag bij Thermopylae – Romeinen onder leiding van Manius Acilius Regillus verslaan Antiochus III – Deze laatste moet hierop zijn troepen uit Griekenland terugtrekken
- 190 v.Chr. – Slag bij Magnesia – De Romeinen onder leiding van Lucius Cornelius Scipio Asiaticus en Scipio Africanus verslaan Antiochus III
- 189 v.Chr. – Slag bij de Olympus – Romeinse en Pergameense eenheden verslaan de Galaten
- 189 v.Chr. – Slag bij Ancyra – Gnaeus Manlius Vulso en Attalus II van Pergamon verslaan de Galliërs voor de poorten van Ancyra
- 181 v.Chr. – Slag bij de Manlian pas – Romeinen onder Fulvius Flaccus verslaan Keltiberische Galliërs
- 171 v.Chr. – Slag bij Callicinus – Perseus van Macedonië verslaat een Romeins leger onder leiding van Publius Licinius Crassus
- 168 v.Chr., 22 juni – Slag bij Pydna – Romeinse legioenen onder leiding van Lucius Aemilius Paullus Macedonicus verslaan de Macedonische koning Perseus – Dit betekent het einde van de Derde Macedonische Oorlog
- 167 v.Chr. – Slag bij Wadi Haramia – Joodse opstandelingen onder leiding van Judas Maccabaeus verslaan de Seleuciden
- 166 v.Chr. – Slag bij Beth Horon – Joodse opstandelingen onder leiding van Judas Maccabaeus boeken een nieuwe overwinning op de Seleuciden
- 166 v.Chr. – Slag bij Emmaus – Nieuwe overwinning voor de Joodse opstandelingen op de Seleuciden
- 164 v.Chr. – Slag bij Beth Zur – Jeruzalem wordt ingenomen door de Joodse opstandelingen
- 162 v.Chr. – Slag bij Beth Zachariah – De Seleucidische regent Lysias verslaat de Joodse opstandelingen
- 161 v.Chr. – Slag bij Adasa – De laatste overwinning van Judas Maccabaeus
- 160 v.Chr. – Slag bij Elasa – De Joodse rebellenleider Judas Maccabaeus wordt verslagen en gedood door een Seleucidisch leger onder leiding van Bacchides
- 149 v.Chr. – 146 v.Chr. – Beleg van Carthago – Scipio Africanus Minor neemt Carthago in en maakt de stad met de grond gelijk
- 148 v.Chr. – Slag bij Pydna – Romeinse legioenen onder leiding van Quintus Caecilius Metellus Macedonicus verslaan de strijdkrachten van de Macedonische troonpretendent Andriscus in de Vierde Macedonische Oorlog
- 146 v.Chr. – Slag bij Korinthe – De Romeinen onder leiding van Lucius Mummius verslaan de troepen van de Achaeïsche liga; Griekenland wordt onder rechtstreekse Romeinse controle geplaatst
- 145 v.Chr. – Slag bij Antiochië – Ptolemaeus VI Philometor verslaat de Seleucidische usurpator Alexander Balas, maar sneuvelt zelf tijdens de slag
- 133 v.Chr. – Beleg van Numantia – De Keltiberische hoofdstad wordt ingenomen en geplunderd door de Romeinse legioenen onder leiding van Scipio Africanus Minor
- 133 v.Chr. – Slag bij Mayi – Mislukte hinderlaag in de strijd tussen de Hanchinezen en de Xiongnu
- 129 v.Chr. – Slag bij Ecbatana – De Seleucidische koning Antiochus VII Euergetes Sidetes wordt verslagen door de Parthische koning Phraates II – De Seleuciden verliezen definitief hun bezittingen in Medië en Mesopotamië
- 119 v.Chr. – Slag bij Mobei – De Hanchinezen boeken een beslissende overwinning op de Xiongnu in de Gobiwoestijn – Er vallen meer dan 90.000 doden
- 112 v.Chr. – Slag bij Noreia – Overwinning van de Kimbren op de Romeinen tijdens de Cimbrische Oorlog
- 108 v.Chr. – Slag bij de Muthul – Romeinse legioenen onder leiding van Caecilius Metellus verslaan de legers van Jugurtha van Numidië
- 108 v.Chr. – Slag bij Loulan – Hanchinezen nemen de stad Loulan in
- 107 v.Chr. – Slag bij Burdigala – Romeinen onder leiding van Lucius Cassius Longinus worden verslagen door de Helvetii
- 105 v.Chr., 6 oktober – Slag bij Arausio (Orange) – Kimbren en Teutonen verslaan Romeinen
- 102 v.Chr. – Slag bij Aquae Sextiae – Marius verslaat Teutonen en Ambronen
- 101 v.Chr. – Slag bij Vercellae – Marius verslaat de Kimbren en roeit de stam volledig uit

### 1e eeuw v.Chr.
- 89 v.Chr. – Slag bij het Fucijnse meer – Romeinse legioenen onder leiding van Lucius Porcius Cato worden verslagen door Italische opstandelingen in de Bondgenotenoorlog
- 89 v.Chr. – Slag bij Asculum – C. Pompeius Strabo boekt een beslissende overwinning op de Italische opstandelingen tijdens de bondgenotenoorlog
- 88 v.Chr. – Slag bij de Amnias – Mithridatische eenheden verslaan Nicomedes IV van Bithynië
- 88 v.Chr. – Slag bij de Scorobasberg – Mithridatische eenheden onder Archelaus verslaan de Romeinen onder leiding van Manius Aquilius
- 86 v.Chr. – Slag bij Chaeronea – De Romeinen onder leiding van Sulla verslaan de Pontische troepen onder leiding van Archelaus tijdens de Eerste Mithridatische Oorlog
- 85 v.Chr. – Slag bij Orchomenus – Opnieuw verslaat Sulla Archelaus
- 83 v.Chr. – Slag bij de Tifataberg – Sulla verslaat de populares tijdens de eerste Romeinse burgeroorlog
- 82 v.Chr. – Slag bij de Porta Colina – Sulla verslaat de populares
- 80 v.Chr. – Slag bij de Baetis – Romeinse opstandelingen verslaan regulier Romeins leger in Spanje
- 74 v.Chr. – Slag bij Cyzicus – Lucullus verslaat de troepen van Mithridates VI van Pontus
- 72 v.Chr. – Slag bij Cabira – Lucullus verslaat opnieuw de troepen van Mithridates VI van Pontus
- 72 v.Chr. – Slag bij Picenum – De opstandige slaven onder leiding van Spartacus verslaan een Romeins leger onder leiding van Gellius Publicola en Gnaeus Cornelius Lentulus Clodianus
- 72 v.Chr. – Eerste Slag bij Mutina – Opnieuw Romeinse nederlaag door toedoen van Spartacus
- 71 v.Chr. – Eerste Slag in Campanië – Spartacus verslaat Romeins leger
- 71 v.Chr. – Tweede Slag in Campanië – Marcus Licinius Crassus boekt een overwinning op Spartacus
- 71 v.Chr. – Slag bij de rivier de Siler – Spartacus wordt definitief verslagen door Crassus
- 69 v.Chr. – Slag bij Tigranocerta – Lucullus verslaat het leger van Tigranes II
- 68 v.Chr. – Slag bij Artaxata – Lucullus verslaat opnieuw Tigranes II
- 67 v.Chr. – Slag bijJushi – Hanchinezen verslaan de Xiongnu en veroveren Jiaohe
- 66 v.Chr. – Slag bij de Lycus – Pompeius verslaat Mithridates VI – De Derde Mithridatische Oorlog wordt afgesloten
- 62 v.Chr. – Slag bij Pistoria – Het opstandige leger van Catilina wordt verslagen door Gaius Antonius
- 58 v.Chr. – Slag bij de Arar – Julius Caesar verslaat voor de eerste keer de Helvetii
- 58 v.Chr. – Slag bij Bibracte – Julius Caesar verslaat de Helvetii
- 58 v.Chr. – Slag bij Vesontio – Julius Caesar verslaat Ariovistus
- 57 v.Chr. – Slag bij de Aisne – Julius Caesar verslaat eenheden van de Belgae
- 57 v.Chr. – Slag bij de Sabis – Julius Caesar verslaat de Nerviërs
- 57 v.Chr. – Slag bij Octodurus – Servius Galba verslaat de Seduni en de Veragri
- 54 v.Chr. – Slag bij Tongeren – Ambiorix verslaat Sabinus en Cotta
- 53 v.Chr. – Slag bij Carrhae – Crassus wordt gedood in een veldslag tegen de Parthen
- 52 v.Chr. – Slag bij Gergovia – Vercingetorix verslaat Julius Caesar
- 52 v.Chr. – Beleg van Alesia – Julius Caesar verslaat Vercingetorix
- 49 v.Chr. – Beleg van Massilia – Julius Caesar neemt de stad in en annexeert het
- 49 v.Chr. – Slag bij Ilerda – Caesar verslaat het Spaanse leger van Pompeius
- 49 v.Chr. – Slag bij Utica – C. Scribonius Curio verslaat de Numidiërs in Noord-Afrika
- 49 v.Chr., 24 augustus – Slag bij de Bagradas – Gaius Curio wordt verslagen in Noord-Afrika door troepen trouw aan Pompeius en koning Juba I van Numidië. Curio pleegt zelfmoord
- 48 v.Chr. – Slag bij Dyrrhachium – Caesar ontsnapt nipt aan een totale nederlaag door Pompeius in Macedonië
- 48 v.Chr. – Slag bij Pharsalus – Caesar verslaat Pompeius
- 48 v.Chr. – Slag bij Nicopolis – Pharnaces II van Pontus verslaat op een beslissende manier een Romeins leger onder leiding van Calvinus
- 47 v.Chr. – Slag bij de Nijl – Caesar verslaat Egyptische eenheden onder leiding van koning Ptolemaeus XIII Theos Philopator
- 47 v.Chr. – Beleg van Alexandrië – Ptolemaeus XIII Theos Philopator belegert Alexandrië maar kan Caesar en Cleopatra VII niet verslaan
- 47 v.Chr. – Slag bij Zela – Caesar verslaat Pharnaces II van Pontus – Hier sprak Caesar de woorden Veni, vidi, vici (Ik kwam, ik zag en ik overwon)
- 46 v.Chr., 4 januari – Slag bij Ruspina Caesar verliest bijna een derde van zijn leger in een confrontatie met Titus Labienus
- 46 v.Chr., 6 februari – Slag bij Thapsus – Caesar verslaat het Pompeiaans leger onder leiding van Metellus Scipio in Noord-Afrika
- 45 v.Chr., 15 februari – Slag bij Munda – Definitieve nederlaag van de partij van Pompeius in de Romeinse burgeroorlog
- 43 v.Chr., 14 april – Slag bij Forum Gallorum – Marcus Antonius belegert Decimus Brutus bij Mutina, hij verslaat de troepen van consul Pansa, maar wordt zelf verslagen door de troepen van consul Hirtius
- 43 v.Chr., 21 april – Tweede Slag bij Mutina – Opnieuw wordt Marcus Antonius verslagen door Hirtius; Hoewel hij er niet in slaagt om Mutina in te nemen, wordt Decimus Brutus vermoord
- 42 v.Chr., 3 oktober – Eerste Slag bij Philippi – Marcus Antonius en Octavianus vechten een onbesliste strijd uit tegen Marcus Brutus en Cassius – Octavianus wordt verslagen door Brutus – Cassius wordt echter verslagen door Marcus Antonius – Cassius pleegt zelfmoord
- 42 v.Chr., 23 oktober – Tweede Slag bij Philippi – Brutus wordt verslagen door Marcus Antonius en Octavianus – Brutus kan ontsnappen, maar pleegt kort erna zelfmoord
- 40 v.Chr. – Slag bij Perugia – Lucius Antonius (broer van) en zijn vrouw Fulvia worden verslagen door Octavianus; Fulvia wordt verbannen
- 36 v.Chr. – Slag bij Zhizhi – Hanlegers verslaan de Xiongnu en doden hun leider Zhizhi
- 30 v.Chr., 31 juli – Slag bij Alexandrië – Marcus Antonius boekt een kleine overwinning op Octavianus – Toch deserteert zijn leger, waarop Marcus Antonius zelfmoord pleegt
- 16 v.Chr. – Clades Lolliana – Romeinse eenheden worden verslagen door Germaanse stammen in Gallië
- 11 v.Chr. – Slag bij de Lupia – Romeinse legioenen onder leiding van Drusus behalen een overwinning in Germania

### 1e eeuw
- 9 – Slag bij het Teutoburgerwoud – Drie Romeinse legioenen worden vernietigd door Germaanse stammen
- 16 – Slag aan de Wezer – Romeinse legioenen onder leiding van Germanicus verslaan Germaanse stammen onder leiding van Arminius
- 23 – Slag bij Kunyang – Na een belegering van 2 maanden verslaan 9.000 opstandelingen onder Liu Xiu het leger van Wang Mang (450.000 man sterk) – De Han-dynastie komt opnieuw aan de macht
- 28 – Slag in het Baduhenna-woud – Romeinen worden verslagen door de Frisii
- 43 – Slag bij Medway – Keizer Claudius en generaal Aulus Plautius verslaan een confederatie van Britse Keltische stammen – Dit luidt het begin in van de Romeinse invasie van Brittania
- 49 – Beleg van Uspe – De stad wordt belegerd en ingenomen door Romeinse hulptroepen en Koning Tiberius Julius Cotys I
- 50 – Slag bij Caer Caradock – De Britse hoofdman Caractacus wordt verslagen en gevangengenomen door de Romeinen onder leiding van Ostorius Scapula
- 58 – Beleg van Artaxata – Artaxata wordt ingenomen en geplunderd door de Romeinen
- 59 – Beleg van Tigranocerta – De stad wordt ingenomen door Romeinse eenheden onder leiding van Corbulo
- 60 – Slag om Camulodunum – Boudicca komt in opstand en neemt en plundert de Romeinse stad
- 61 – Slag bij Watling Street – De opstand van Boudicca wordt neergeslagen door de Romeinen onder leiding van Gaius Suetonius Paulinus
- 62 – Slag bij Rhandeia – Romeinse nederlaag tegen een Parthisch-Armeens leger
- 66 – Slag bij Beth Horon – Joodse opstandelingen verslaan Romeins legioen
- 67 – Beleg van Yodfat – Na 47 dagen wordt de stad ingenomen door Vespasianus en Titus – De meeste inwoners worden afgeslacht en de rest afgevoerd als slaven
- 69, 14 april – Eerste Slag bij Bedriacum – Vitellius, bevelhebber van de Donaulegioenen verslaat keizer Otho en wordt zelf tot keizer gekroond
- 69, 24 oktober – Tweede Slag bij Bedriacum – Eenheden onder leiding van Antonius Primus, die trouw zijn aan Vespasianus, verslaan de legioenen van keizer Vitellius
- 69 – Slag bij Locus Castrum – Confrontatie tussen de legioenen van keizer Otho en Vitellius in Noord-Italië – Otho is de overwinnaar
- 70 – Beleg van Jeruzalem – Titus belegert de stad gedurende zeven maanden
- 71 – Slag bij Stanwick – Romeinse eenheden verslaan de Brigantes
- 73 – Beleg van Massada – Laatste Joodse verzetshaard tegen de Romeinen wordt opgeruimd
- 73 – Slag bij Yiwulu – Chinese overwinning op Xiongnu
- 84 – Slag bij Mons Graupius – Romeinse overwinning op de Caledoniërs
- 88 – Eerste Slag bij Tapae – Veldslag tussen de Romeinen en de Daciërs
- 89 – Slag bij Ikh Bayan – Chinese overwinning op de Xiongnu waarvan er velen in gevangenschap weggevoerd worden

### 2e eeuw
- 101 – Tweede Slag bij Tapae – Trajanus verslaat Decebalus
- 102 – Slag bij Adamclisi – Trajanus verslaat de Daciërs, Roxolani en Basternae
- 106 – Slag bij Sarmisegetusa – Romeinen nemen de Dacishe hoofdstad in
- 165 – Slag bij Ctesiphon – Romeinen onder leiding van Avidius Cassius verslaan de Parthen, waardoor hun heerschappij verder verzwakt wordt
- 190 – Slag bij Xingyang – Dong Zhuo pleegt een staatsgreep en verslaat de troepen van Cao Cao
- 191 – Slag bij Jieqiao – Yuan Shao slaat een cavaleriecharge af van een rivaliserende krijgsheer Gongsun Zan
- 191 – Slag bij Yangcheng – Yuan Shao wordt verslagen door Sun Jian
- 191 – Slag bij Xiangyang – Sun Jian wordt verslagen door Liu Biao
- 193 – Slag bij Cyzicus – Septimius Severus verslaat zijn rivaal Pescennius Niger
- 193 – Slag bij Nicaea – Nieuwe overwinning van Septimius Severus op Niger
- 193 – Slag bij Fengqui – Cao Cao boekt een overwinning op Yan Shu
- 194 – Slag op de vlakte van Issus – Definitieve overwinning voor Septimius Severus
- 194 – Slag om de provincie Yan – Cao Cao en Lü Bu vechten om controle over de provincie
- 197, 19 februari – Slag bij Lugdunum – Keizer Septimius Severus verslaat en doodt zijn rivaal Clodius Albinus en wordt zo de enige heerser over het Romeinse rijk
- 197 – Slag bij Wancheng – Cao Cao vlucht na een aanval van Zhang Xiu
- 198 – Beleg van Xiapi – Cao Cao en Liu Bei verslaan Lü Bu
- 198 – Slag bij Ctesiphon – Romeinse legioenen nemen de Parthische hoofdstad in
- 198 – Slag bij Yijing – Yuan Shao verslaat opnieuw Gongsun Zan

### 3e eeuw
- 200 – Slag bij Guandu – Cao Cao tegen Yuan Shao
- 202 – Slag bij Bowang – Liu Bei overwint Xiahou Dun
- 208 – Slag bij Xiakou – Sun Quan overwint Huang Zu
- 208 – Slag bij de Rode Muur – Cao Cao tegen Liu Bei en Sun Quan
- 208 – Slag bij Changban – De cavalerie van Cao Cao verjaagt de troepen van Liu Bei en verovert de bagagetrein
- 208 – Slag ten zuidwesten van Xiakou – Sun Quan en Liu Bei verslaan Cao Cao
- 208 – Slag bij Yiling – Sun Quan verslaat Cao Cao
- 209 – Slag bij Jiangling – Sun Quan en Liu Bei overwinnen Cao Cao
- 211 – Slag bij de Tongpas – Cao Cao overwint Ma Chao
- 213 – Beleg van Jicheng – Ma Chao neemt stad in op Cao Cao
- 213 – Slag bij Lucheng – Yang Fu boekt een overwinning op Ma Chao
- 214 – Veldtocht voor Yi
- 215 – Slag bij Baxi – Zhang Fei verslaat Zhang He
- 217 – Slag bij Nisibis – Bloedige slag tussen de Parthen en de Romeinse keizer Macrinus
- 217 – Slag bij Ruxukou – Suan Quan verslaat Cao Cao
- 218 – Slag bij Antiochië – Varius Avitus verslaat keizer Macrinus en wordt zelf keizer onder de naam Elagabalus
- 219 – Slag op de Dingjun-berg – Liu Bei overwint Cao Cao
- 219 – Slag bij de Han – Liu Bei overwint Cao Cao bij de rivier de Han
- 219 – Slag bij Fancheng – Cao Ren overwint Guan Yu
- 219 – Beleg van Maicheng – tussen Shu-Han en Wei
- 222 – Slag bij Xiaoting – Liu Bei’s invasie van Wu wordt gestopt door Lu Xun
- 222 – Slag bij Yiling – Tussen Shu-Han en Sun Quan
- 224 – Slag bij Hormizdegan – De Sassaniden verslaan de Parthen en doden koning Artabanus IV. Het Partische rijk komt ten einde
- 228 – Slag bij Xincheng – Sima Yi overwint Meng Da
- 228 – Slag bijTianshui – Shu overwint de Wei
- 228 – Slag bij Jieting – Deel van de eerste van Zhuge Liang’s Noordelijke Veldtochten
- 228 – Slag bij Shiting – Wu boekt een overwinning op de Wei
- 229 – Beleg van Chencang – Wei boekt een overwinning op de Shu
- 234 – Slag op de Wuzhang velden – Deel van de vijfde Noordelijke Veldtochten – Zhuge Liang sneuvelt
- 238 – Slag bij Carthago – Eenheden die trouw blijven aan Maximinus Thrax verslaan en doden zijn opvolger Gordianus II
- 243 – Slag bij Rhesaina – Romeinse eenheden onder leiding van Gordianus III verslaan de Perzen onder leiding van Shapur I
- 244 – Slag bij Misiche – De Sassaniden verslaan Gordianus III die sneuvelt tijdens de slag
- 244 – Slag bij Xingshi – Shu boekt overwinning op de Wei
- 249 – Slag bij Verona – Slag tijdens de Romeinse burgeroorlog
- 250 – Slag bij Beroe – Slag tussen Romeinen in Goten
- 250 – Slag bij Philippopolis – Koning Cuiva van de Goten verslaat een Romeins leger
- 251 – 1 juli – Slag bij Abrittus – De Goten verslaan en doden de Romeinse keizers Decius en Herennius Etruscus
- 253 – Slag bij Spoleto – Slag tijdens de Romeinse burgeroorlog
- 253 – Slag bij Barbalissos – Sassanidische strijdkrachten onder Shapur I verslaan de Romeinen onder Valerianus en nemen Antiochïe in
- 255 – Slag bij Didao – De Wei boeken een succes op de Shu
- 259 – Slag bij Edessa – Koning Shapur I van Perzië verslaat de Romeinse keizer Valerianus. Deze laatste wordt in gevangenschap weggevoerd
- 259 – Slag bij Mediolanum – Keizer Gallienus verslaat de Alamanni op een beslissende manier
- 267 – Slag bij Thermopylae – Romeinse strijdkrachten slagen er niet in de invasie van de Herulen in de Balkan te stoppen
- 268 – Slag bij Milaan – Slag tijdens de Romeinse burgeroorlog
- 268 – Slag bij het Gardameer – De Romeinen onder leiding van keizer Claudius II verslaan de Alamanni
- 268 – Slag bij Naissus – Keizer Gallienus verslaat de Goten
- 271 – Slag bij Placentia – Keizer Aurelianus verslaat een strijdmacht van de Alamanni die Italië binnenvielen
- 271 – Slag bij Fano – Opnieuw worden de Alamanni verslagen; ze beginnen aan hun aftocht
- 271 – Slag bij Pavia – De Romeinen vernietigen het terugtrekkende leger van de Alamanni
- 272 – Slag bij Immae – Aurelianus verslaat een leger van Zenobia van Palmyra
- 272 – Slag bij Emesa – Zenobia wordt volledig verslagen door de Romeinen
- 274 – Slag bij Chalons – Aurelianus verslaat de Gallische usurpator Tetricus; het volledige rijk is opnieuw in Romeinse handen
- 285 – Slag in de Margusvallei – De usurpator Diocletianus verslaat en dood keizer Carinus
- 296 – Slag bij Callinicum – De Romeinen worden verslagen door de Perzen onder Narseh
- 298 – Slag bij Satala – Opnieuw verslaan de Romeinen de Perzische strijdkrachten
- 298 – Slag bij Langres – Nederlaag voor de Alemanni
- 298 – Slag bij Vindonissa – Nieuwe nederlaag voor de Alemanni

### 4e eeuw
- 312 – Slag bij Turijn – Constantijn verslaat troepen onder leiding van Maxentius
- 312 – Slag bij Verona – Nieuwe nederlaag voor Maxentius
- 312, 28 oktober – Slag bij de Milvische brug – Maxentius wordt definitief verslagen – Constantijn krijgt de volledige controle over Italië
- 313 – Slag bij Adrianopel – Overwinning voor Licinius op Maxentius
- 313, 30 oktober – Slag bij Tzirallum – In het oostelijk deel van het Romeinse rijk worden Maximinus getrouwe eenheden verslagen door Licinius
- 314, 8 oktober – Slag bij Cibalae – Constantijn verslaat Licinius
- 316 – Slag bij Campus Ardiensis – Opnieuw wordt Licinius verslagen – Hij moet Illyricum afstaan aan Constantijn
- 324, 3 juli – Slag bij Adrianopel – Licinius vlucht naar Byzantium na zijn nieuwe nederlaag tegen Constantijn
- 324, 18 september – Slag bij Chrysopolis – Licinius wordt vernietigend verslagen; Constantijn wordt enige heerser over het Romeinse Rijk
- 335 – Slag aan de Moeresjoel – Vandalen overwinnen Visigoten
- 340 – Slag bij Aquileia – Veldslag tussen Constans I en Constantijn II – Constantijn II wordt overwonnen en sneuvelt
- 344 – Slag bij Singara – Keizer Constantius II vecht een onbesliste slag uit met koning Shapur II van Perzië
- 351 – Slag bij Mursa major – Keizer Constantius II verslaat de usurpator Magnentius
- 353 – Slag bij Mons Seleucus – Magnentius wordt definitief verslagen
- 356 – Slag bij Reims – Overwinning voor de Alemannen op de Romeinen
- 356 – Beleg van Autun – De stad wordt belegerd door de Alemannen, maar wordt ontzet door Julianus Apostata
- 356 – Slag bij Brumath – Romeinse eenheden verslaan een Germaanse oorlogsbendes
- 357 – Slag bij Straatsburg – De Alemannen worden terug over de Rijn gedreven
- 359 – Slag bij Amida – De stad wordt door de Sassaniden op de Romeinen veroverd
- 363 – Slag bij Ctesiphon – Keizer Julianus verslaat Shapur II voor de muren van Ctesiphon, maar slaagt er niet in de stad in te nemen
- 363 – Slag bij Samarra – Keizer Julianus komt om in een slag tegen de Sassaniden
- 366 – Slag bij Thyatira – Het leger van keizer Flavius Julius Valens verslaat de eenheden van de usurpator Procopius
- 367 – Slag bij Sulz am Neckar – De Romeinen weerstaan een nieuwe invasie van de Alemannen
- 373 – Slag bij de Tanais – De Hunnen verslaan de Alanen bij de Don (Tanais) – Dit luidt de grote migraties in van de Germaanse stammen
- 376 – Slag bij Argentovaria – De westelijke keizer Gratianus wint een slag tegen de Alemannen
- 377 – Slag van de Wilgen – Romeinse eenheden vechten een onbesliste slag tegen de Goten
- 378, 9 augustus – Slag bij Adrianopel – De visigoten onder leiding van Fritigern verslaan en doden keizer Valens
- 380 – Slag bij Thessalonica – De nieuwe keizer Theodosius I wordt eveneens verslagen door de Visigoten
- 383 – Slag bij Feishui – Fu Jian wordt verslagen door de bevelhebber van de Jin Xie An. Dit luidt de implosie in van het voormalige Qin
- 388 – Slag aan de Save – Keizer Theodosius I verslaat de usurpator Magnus Maximus
- 394, 6 september – Slag aan de Frigidus – Keizer Theodosius I verslaat en doodt de usurpator Eugenius en zijn Frankische Magister militum, Arbogast
- 395 – Slag bij de helling van Canhe – In het gebied van de Noordelijke Wie worden de Yan-strijdkrachten vernietigend verslagen

### 5e eeuw
- 402, 6 april – Slag bij Pollentia – Stilicho verslaat de visigoten onder Alarik I
- 402 – Slag bij Verona – Opnieuw wordt Alarik verslagen en trekt zich daarop terug uit Italië
- 406 – Slag bij Florence of Faesulae – Stilicho verslaat de Visigoten en de Vandalen onder leiding van Radagaisus
- 411 – Slag bij Arles – Veldslag tussen keizer Constantijn III en keizer Honorius
- 419 – Slag bij de Nervasosberg – Romeinse en Suevi-eenheden verslaan een leger van Vandalen en Alanen
- 429 – Slag bij Merida – Confrontatie tussen de Vandalen en de Sueven
- 429 – Slag bij Verulamium – Slag tussen de Britten en de Saksen
- 430 – Slag bij Arles – De Romeinen onder leiding van Flavius Aetius slaan een aanval af van de Visigoten onder leiding van koning Theoderik I
- 432 – Slag bij Ravenna – Bonifatius verslaat een rivaliserende generaal maar raakt zelf dodelijk gewond
- 436 – Slag bij Worms – Een Romeins huurlingenleger verslaat de Bourgonden
- 436 – Slag bij Narbonne – Flavius Aëtius verslaat de Visigoten onder leiding van Theoderik I
- 438 - Slag bij Mons Colubrarius - Aëtius verslaat de Visigoten onder leidering van Theodorik I
- 447 – Slag bij Utus – Een aanval van Attila de Hun wordt door de Oost-Romeinse legers ternauwernood afgeslagen
- 448 – Slag bij Atrecht – Romeinen onder Aetius verslaan de Salische Franken
- 451 – Slag bij Vartanantz – Koning Yazdegerd II vernietigt een christelijk Armeens opstandelingenleger onder leiding van Sint-Vartan
- 451 – Slag op de Catalaunische Velden – De Romeinen onder Aëtius en de Visigoten onder Theoderik I slaan een aanval af van de Hunnen; Theoderik sneuvelt
- 454 – Slag aan de Nadao – Een alliantie van Germaanse stammen aangevoerd door de Ostrogoten en de Gepiden breken de offensieve kracht van de Hunnen
- 455 – Slag bij Aylesford – Britten en Angelsaksische stammen vechten een onbesliste slag in Kent
- 456 – Slag bij Placentia – De Romeinse keizer slaat een opstand neer
- 456 – Slag aan de Urbicus – De Sueven krijgen een zware slag toegediend door de Visigoten
- 457 - Slag bij Campi Cannini - Romeinen tegen de Alemannen
- 458 – Slag bij Arles – De Romeinse keizer Majorianus verslaat de Visigoten bij Arles
- 461 - Slag bij Cartagena - Romeinen tegen de Vandalen
- 463 – Slag bij Orléans – Gallo-Romeinen en Salische Franken verslaan de Visigoten
- 464 – Slag bij Angers – Strijd tussen de Gallo-Romeinen en de Angelsaksen
- 466 – Slag bij Wippedesfleot – Onbesliste slag tussen de Saksen en de Britten
- 469 – Slag aan de Bolia – Veldslag tussen de Ostrogoten en de Gepiden
- 485 – Slag bij Mercredesburne – Saksen boeken overwinnen op lokale Britse eenheden
- 486 – Slag bij Soissons – Clovis I verslaat Syagrius en annexeert de laatste Romeinse provincies in Gallië
- 488 – Slag aan de Ulca – Slag tussen de Ostrogoten en de Gepiden
- 489, 28 augustus – Slag bij de Isonzo – Strijd tussen de Ostrogoten onder Odoaker en Theodorik de Grote
- 489 – Slag bij Verona – Opnieuw wordt Odoaker verslagen door de Ostrogoten
- 490 – Slag aan de Adda – Nieuwe confrontatie tussen Odoaker en Theoderik de Grote
- 492 – Slag bij Cotyaeum – Een Byzantijns leger verslaat de Isauriërs onder leiding van Longinus van Cardala
- 496 – Slag bij Tolbiac – De Franken aangevoerd door Clovis I verslaan de Alemannen en doden hun koning
- 500 – Slag bij Mons Badonicus – Britse troepen verslaan de Saksen definitief – Deze slag wordt later opgenomen in de legendevorming omtrent koning Arthur
- 500 – Slag bij Dijon – Strijd tussen twee Bougondische aanvoerders waarbij een van beide partijen steun kreeg van Clovis I

### 6e eeuw
- 501 – Slag bij Vienne – Verschillende Bourgondische krijgsheren vechten onderling voor de suprematie
- 507 – Slag bij Vouillé – De Franken onder leiding van Clovis I verslaan de Visigoten aangevoerd door Alarik II op een beslissende manier
- 524, 25 juni – Slag bij Vézeronce – De Bourgondiërs en de Ostrogoten verslaande Merovingische Franken
- 525 – Slag aan de Rijn – De Friezen verslaan een Deense invasiemacht
- 530 – Slag bij Dara – Belisarius verslaat de Perzen
- 530 – Slag bij Satala – De Byzantijnen verslaan opnieuw de Perzen
- 531 – Slag bij Callinicum – Belisarius wordt verslagen door Spahbod Azarethes
- 532 – Slag bij Autun – De Franken onder leiding van koning Childebert I en koning Chlotharius I verslaan de Bourgonden aangevoerd door Gundomar
- 533, 13 september – Slag bij Ad Decimum – Belisarius verslaat de Vandalen bij het oude Carthago
- 533, 15 december – Slag bij Tricameron – Nieuwe nederlaag voor de Vandalen bij Carthago
- 536 – Slag bij Narbonne
- 537–538 – Beleg van Rome (537-538) – De Ostrogoten slagen er niet in de eeuwige stad in te nemen op de Byzantijnen
- 539 – Slag bij Pavia
- 542 – Slag bij Faventia – Byzantijns leger wordt verslagen door de Ostrogoten
- 546 – Beleg van Rome (546) – Strijd tussen de Byzantijnen en de Ostrogoten
- 547 – Slag bij Marta – Johannes Troglita wordt verslagen door de Tripolitaanse Moren
- 549 – 550 – Beleg van Rome (549-550) – Strijd tussen de Byzantijnen en de Ostrogoten
- 551 – Slag bij Sena Gallica – Strijd tussen de Byzantijnen en de Ostrogoten
- 552 – Slag bij Taginae – Narses vervangt Belisarius en verslaat de Ostrogoten
- 552 – Slag bij Asfeld – De Longobarden verslaan de Gepiden
- 553 – Slag bij Mons Lactarius – Narses boekt een nieuwe overwinning op de Ostrogoten
- 554 – Slag bij Volturnus – Narses verslaat de Franken
- 555 – Beleg van Phasis – De Byzantijnen veroveren Perzisch bolwerk
- 573 – Beleg van Dara – Byzantijns fort valt in Perzische handen
- 573 – Slag bij Arfderydd – Strijd tussen Welsche christenen en niet-christenen
- 576 – Slag bij Melitene – Byzantijnse overwinning op de Perzen
- 577 – Slag bij Deorham – De West-Saksen verslaan de Britse Kelten in Wiltshire
- 586 – Slag bij Solachon – Byzantijnse overwinning op de Perzen
- 588 – Slag bij Martyropolis – Byzantijnse overwinning op de Perzen
- 598 – Slag in de Yodongregio – Het Koreaanse koninkrijk Koguryo slaat een Chinese invasie af
- 599 – Slag bij Viminacium – De Byzantijnen verslaan de Avaren
- 600 – Slag bij Catraeth – De Angelen verslaan de Votadini

### 7e eeuw
- 624 – Slag bij Badr
- 629 – Slag bij Khaybar
- 631 – Slag bij Wogastisburg – Franken tegen Slaven
- 636 – Slag bij de Jarmuk – Arabisch-Islamitische Rijk verslaat Byzantijnen
- 642 – Slag bij Nehavend – Arabisch-Islamitische Rijk verslaat Sassaniden beslissend
- 680 – Slag bij Ongal – Byzantijnen tegen Bulgaren
- 687 – Slag bij Tertry
- 690 – Slag bij Dorestad – Friezen tegen Franken

### 8e eeuw
- 715 – Slag bij Compiègne
- 716 – Slag bij Keulen – Friezen tegen Franken
- 716 – Slag bij Amel – Frankische burgeroorlog
- 717 – Slag bij Vincy – Frankische burgeroorlog
- 718 – Slag bij Soissons – Frankische burgeroorlog
- 721 – Slag bij Toulouse – Franken tegen Omajjaden
- 722 – Slag bij Covadonga – Eerste overwinning van het christelijk leger op de Moren
- 732 – Slag bij Poitiers
- 732 – Slag aan de Garonne
- 734 – Slag aan de Boorne – Friezen tegen Franken
- 734 – Slag bij Avignon – Franken tegen Omajjaden
- 737 – Slag bij Narbonne – Franken tegen Omajjaden
- 737 – Slag aan de Berre – Franken tegen Omajjaden
- 737 – Slag bij Nîmes – Franken tegen Omajjaden
- 751 – Slag bij de Talas tussen China (Tang) en het kalifaat van de Abbasiden
- 755 – Slag in de Vallei van Susa
- 778 – Slag bij Roncevaux
- 778 – Slag bij Pamplona
- 782 – Slag bij de Süntel – Franken tegen Saksen
- 783 – Slag bij Detmold – Franken tegen Saksen
- 783 – Slag aan de Hase – Franken tegen Saksen
- 798 – Slag bij Swentanafeld in de buurt van Bornhøved

### 9e eeuw
- 811 – Slag bij Plisak – De Bulgaren verslaan het Byzantijnse Rijk
- 841 – Slag bij Fontenoy
- 845, 22, november – Slag bij Ballon – De Bretons verslaan Karel de Kale
- 873 – Rodulf verslagen door de inwoners van Oostergo
- 876 – Slag bij Andernach
- 880 – Slag bij Norden
- 881 – Slag bij Saucourt-en-Vimeu
- 883 – Slag bij Leuven
- 891 – Slag bij de Dijle
- 896 – Slag bij Bulgarophygon

### 10e eeuw
- 907 – Slag bij Pressburg – De Franken worden verslagen door de Hongaren
- 923 – Slag bij Soissons
- 939 – Slag bij Andernach
- 955 – Slag op het Lechveld
- 982 – Slag bij Crotone

### 11e eeuw
- 1014 – Slag bij Clontarf – Brian Boru verslaat de Vikingen
- 1015 – Slag bij Florennes
- 1018 – Slag bij Vlaardingen
- 1053 – Slag bij Civitate – De Normandiërs verslaan paus Leo IX
- 1063 - Slag bij Cerami - de Normandiërs verslaan de Arabieren van het emiraat Sicilië
- 1066 – Slag bij Stamford Bridge – Harold II van Engeland verslaat Harald Hardrada in de strijd voor de Engelse troon
- 1066 – Slag bij Hastings – Willem de Veroveraar en zijn Normandiërs verslaan Harold II van Engeland en veroveren Engeland
- 1071 – Slag bij Kassel
- 1071 – Slag bij Manzikert
- 1076 – Slag bij IJsselmonde
- 1085, 20 september – Slag bij Dalhem
- 1086 – Slag bij Zallaqa – De Almoraviden onder leiding van Yusuf ibn Tashfin verslaan koning Alfonso VI van Castilië en León
- 1097 – Slag bij Dorylaeum – De kruisvaarders verslaan de Roem-Seltsjoeken onder Kilij Arslan I
- 1099, 12 augustus – Slag bij Ascalon – Overwinning van de kruisvaarders onder Godfried van Bouillon op de Fatimiden
- 1100 – Slag bij Melitene – Overwinning van de Turken op de kruisvaarders onder Bohemund I van Antiochië

### 12e eeuw
- 1101 – Slag bij Ramla
- 1104, 7 mei – Slag bij Harran – Overwinning van de Seltsjoeken op de kruisvaardersstaten Antiochië en Edessa
- 1105 – Slag bij Artah – Overwinning van de kruisvaarders onder Tancred van Galilea op de Seltsjoeken
- 1118 – Slag bij Zaragoza
- 1119, 28 juni – Slag bij Sarmada – Overwinning van de Ortociden op de kruisvaarders van Antiochië
- 1119, 14 augustus – Slag bij Hab – Overwinning van de kruisvaarders onder koning Boudewijn II van Jeruzalem op de Seltsjoeken
- 1120, 17 juni – Slag bij Cutanda
- 1125, 11 juni – Slag bij Azaz – Overwinning van Boudewijn II van Jeruzalem op de Seltsjoeken
- 1126, 25 januari – Slag bij Marj es-Suffar – kruisleger onder koning Boudewijn II van Jeruzalem op weg naar Damascus stuit op Seltsjoeken onder Dodequin van Damascus
- 1128, 21 juni – Slag bij Axpoele
- 1187, 4 juli – Slag bij Hattin – Overwinning van de Ajjoebiden op de kruisvaarders
- 1176 – Slag bij Legnano
- 1191, 7 september – Slag bij Arsoef
- 1195, 19 juli – Slag bij Alarcos

### 13e eeuw
- 1204 – Beleg en val van Constantinopel – Constantinopel wordt ingenomen door de kruisvaarders
- 1211 – Slag bij Viljandi
- 1212, 16 juli – Slag bij Las Navas de Tolosa
- 1213 – Slag bij Steps
- 1214 – Slag bij Bouvines
- 1220 – Slag bij Lihula
- 1223 – Slag aan de Kalka
- 1227 – Slag bij Ane
- 1240 – Slag aan de Neva
- 1241 – Slag bij Mohi
- 1241 – Slag bij Legnica
- 1242 – Slag op het IJs of Slag op het Peipusmeer
- 1256 – Slag bij Hoogwoud
- 1264 – Slag bij Lewes
- 1265 – Slag bij Evesham
- 1266 – Slag bij Benevento
- 1278 – Slag op het Marchveld – Ottokar II van Bohemen wordt verslagen door een Duits-Hongaars verbond
- 1279 – Slag bij Yamen
- 1288 – Slag bij Woeringen
- 1297 – Slag bij Stirling Bridge – William Wallace verslaat de Engelsen
- 1298 – Slag bij Falkirk

### 14e eeuw
- 1302 – Guldensporenslag
- 1303 – Slag bij Arke
- 1304 – Slag bij Pevelenberg
- 1314 – Slag bij Bannockburn
- 1328 – Slag bij Kassel
- 1333 – Slag bij Halidon Hill
- 1345 – Slag bij Warns
- 1346 – Slag bij Crécy
- 1356 – Slag bij Poitiers (1356) of Slag bij Maupertuis
- 1367 – Slag bij Nájera
- 1371 – Slag bij Baesweiler
- 1380 – Slag bij Arum
- 1380 – Slag op het Koelikovo-veld – Russische steden geleid door Moskou verslaan de Mongolen
- 1382 – Slag bij Westrozebeke
- 1386 – Slag bij Sempach
- 1389 – Slag op het Merelveld of Slag op het Lijsterveld
- 1396 – Slag bij Nicopolis

### 15e eeuw
- 1402 – Slag bij Homildon Hill of Slag bij Holmedon Hill
- 1402, 28 juli – Slag bij Ankara of Angora, Timoer Lenk neemt de Ottomaan Bayezid I in Anatolië gevangen
- 1403 – Slag bij Shrewsbury
- 1408, 19 februari – Slag bij Bramham Moor
- 1408, 23 september – Slag bij Othée – De Luikenaren worden onderworpen door Jan I van Bourgondië en zijn bondgenoten
- 1410, 15 juli – Slag bij Tannenberg (ook: Slag bij Grunwald of Slag bij Žalgiris) – Pools-Litouwse coalitie verslaat de Duitse Orde
- 1415, 14 augustus – Verovering van Ceuta door de Portugezen
- 1415, 25 oktober – Slag bij Azincourt – boogschutters onder Hendrik V van Engeland verslaan Fransen onder Karel I van Albret
- 1417, 18 juni – Slag bij Okswerderzijl
- 1418 – Slag bij Dokkum
- 1419 – Slag bij Miedum – Vetkopers tegen Sicke Sjaerda
- 1420, 11 juli – Slag bij Sloten – Schieringers tegen Fokko Ukena
- 1420 – Slag aan de Palesloot – Sicke Sjaerda tegen Fokko Ukena
- 1421 – Slag bij Beaugé – overwinning van de Fransen en Schotten op de Engelsen
- 1429 – Slag bij Patay – overwinning van de Fransen met Jeanne d'Arc op de Engelsen
- 1434, 30 mei – Slag bij Lipany – de Hussieten definitief verslagen
- 1440 – Slag bij Anghiari – Niccolo Piccinino, heer van Bologna, verslaat Milaans, Filipo Maria Visconti en staat dan tegenover Cosimo de Medici
- 1444, 29 juni – Slag op de Vlakte van Torvioll – Overwinning van de Liga van Alessio op de Ottomanen
- 1444, 10 november – Slag bij Varna – de Ottomaan Murad II verslaat Hongaren en Wallachen
- 1445, 10 oktober – Slag bij Mokra – Overwinning van de Liga van Alessio op de Ottomanen
- 1448, 14 augustus – Eerste Slag bij Oronichea – Overwinning van de Liga van Alessio op de Ottomanen
- 1450 – Slag bij Formigny
- 1453 – Slag bij Gavere – Bourgondiërs onderwerpen Gent
- 1453 – Val van Constantinopel – Ottomanen vernietigen het Byzantijnse Keizerrijk
- 1455 – Eerste Slag bij Saint Albans – overwinning van Huis York
- 1456, 18 mei – Tweede Slag bij Oronichea – Overwinning van de Liga van Alessio op de Ottomanen
- 1456, 22 juli – Slag bij Belgrado – de Hongaren stoppen de Ottomaanse opmars in Europa
- 1460 – Slag bij Wakefield
- 1461 – Slag van Mortimer's Cross
- 1461 – Tweede Slag bij Saint Albans – overwinning van Huis Lancaster; Eduard IV (York) wordt koning van Engeland
- 1461 – Slag bij Ferrybridge
- 1461 – Slag bij Towton
- 1463, 11 oktober – Slag bij Aalsum/Molenzijl/Mounesyl – veldslag tijdens de Donia-oorlog
- 1465 – Slag bij Montlhéry – de Bourgondiërs tegen Lodewijk XI van Frankrijk
- 1470 – Slag bij Erpingham – die tot een kortstondige terugkeer van Hendrik VI Lancaster leidt
- 1471, 14 april – Slag bij Barnet – nederlaag huis Lancaster, graaf van Warwick sneuvelt
- 1471, 4 mei – Slag bij Tewkesbury – nederlaag huis Lancaster, Eduard IV weer koning van Engeland
- 1476, 22 juni – Slag bij Murten – Deel van de Bourgondische oorlogen. De Eedgenoten verslaan Karel de Stoute
- 1477, 15 januari – Slag bij Nancy – Zwitserse piekeniers verslaan cavalerie van Bourgondiës Karel de Stoute, die sneuvelde
- 1481, 26 december – Slag bij Westbroek – Overwinning van de Kabeljauwen op de Hoeken
- 1485 – Slag bij Bosworth – einde van de Rozenoorlogen (sinds 1460), Richard III van Engeland wordt verslagen door Hendrik Tudor die koning wordt: Hendrik VII
- 1492 – Val van Granada – laatste Moslimgebied in het Iberisch schiereiland veroverd door Castilië

### 16e eeuw
- 1509 – Slag bij Agnadello
- 1512 – Slag bij Ravenna
- 1513, 19 september – Slag bij Flodden – Leger van Hendrik VIII van Engeland onder de graaf van Surrey doodt koning Jacobus IV van Schotland
- 1513 – Sporenslag – Hendrik VIII van Engeland en keizer Maximiliaan I van Oostenrijk verpletteren de Fransen
- 1515, 13 en 14 september, – Slag bij Marignano – Overwinning van de Fransen op Ferdinand II van Aragon
- 1521, 23 april – Slag bij Villalar – Keizer Karel V maakt een einde aan de Spaanse weerstand tegen het absolutisme
- 1525 – Slag bij Pavia – Spanje en Duitsland verslaan Frankrijk, Frans I gevangengenomen
- 1526, 21 april – Slag bij Panipat – De Timoeridische vorst Babur verslaat Ibrahim Lodi, de sultan van Delhi. Babur sticht na deze overwinning het Mogolrijk
- 1526, 29 augustus – Slag bij Mohács – De Turken verslaan een Hongaars leger; koning Lodewijk II sneuvelt
- 1529 – Beleg van Wenen – Het Ottomaanse rijk bereikt zijn grootste afmeting, maar slaagt er niet in Wenen in te nemen
- 1533 – Slag bij Jemmingen
- 1547, 24 april – Slag bij Mühlberg – Keizer Karel V neemt de keurvorst van Saksen gevangen en belegert Wittenberg in de Schmalkaldische Oorlog
- 1567, 13 maart – Slag bij Oosterweel – Een calvinistisch rebellenleger door een 'Spaans' beroepsleger in de pan gehakt – Feitelijk begin van de Tachtigjarige Oorlog
- 1568 – Slag bij Heiligerlee – Graaf Adolf lokt Spaans leger in hinderlaag, sneuvelt zelf – Vaak genoemd als begin van de Tachtigjarige Oorlog
- 1568 – Slag bij Jemmingen – Nederlandse opstandelingen verliezen na hun overwinning bij Heiligerlee
- 1574 – Slag op de Mookerheide – Lodewijk van Nassau en Hendrik van Nassau sneuvelen; Spaanse overwinning in de Tachtigjarige Oorlog
- 1576, 14 september – Slag bij Vissenaken – Overwinning van de Spanjaarden op de Staatsen
- 1578 – Slag bij Rijmenam – Staatse overwinning op Juan van Oostenrijk in de Tachtigjarige Oorlog
- 1579, 12 maart – 1 juli – Beleg van Maastricht – De hertog van Parma neemt Maastricht in
- 1586, 17 januari – Slag bij Boksum – Kleine koninklijke overwinning op de opstandelingen
- 1586 – Slag bij Warnsfeld – De Engelsen onder Leicester raken slaags met de Spanjaarden onder Alexander Farnese; Spaanse overwinning, Philip Sidney sneuvelt
- 1590, 14 maart – Slag bij Ivry – Hendrik IV van Navarra verslaat de Katholieke Liga
- 1597 – Slag bij Turnhout – Prins Maurits verslaat Spaans ruiterij
- 1597 – Beleg van Grol (1597) – Prins Maurits belegert en verovert Grol (Groenlo)
- 1600 – Slag bij Sekigahara of Slag bij Sekugahara – De Japanse generaal Ieyasu verslaat drie regenten van de zoon van de dictator Hideyoshi
- 1600 – Slag bij Nieuwpoort – Prins Maurits verslaat een Spaans leger

### 17e eeuw
- 1606 – Beleg van Groenlo (1606) – Ambrosio Spinola belegert en herovert Grol
- 1619 – Slag bij Záblati (Dertigjarige Oorlog) – Boheemse protestanten moeten beleg Budweis opgeven
- 1620 – Slag op de Witte Berg (Dertigjarige Oorlog) – Graaf Johan t'Serclaes van Tilly slaat Boheemse opstand neer
- 1622 – Slag bij Wiesloch (Dertigjarige Oorlog) – Protestanten onder graaf Mansfield verslaan katholieken onder graaf Tilly
- 1624 – 1625 – Beleg van Breda – Spinola neemt Breda in
- 1626 – Slag bij Lutter
- 1627 – Beleg van Groenlo (1627) – Frederik Hendrik van Oranje belegert Groenlo en neemt de stad in
- 1627 – 1628 – Beleg van La Rochelle – Richelieu slaat een opstand van hugenoten neer
- 1629 – Beleg van 's-Hertogenbosch – Frederik Hendrik van Oranje neemt 's-Hertogenbosch in
- 1631, 17 september – Slag bij Breitenfeld – Gustaaf II Adolf van Zweden en diverse protestantse bondgenoten verslaan de katholieken
- 1632 – Slag bij Lützen (Dertigjarige Oorlog) – Zweden verslaan katholieken maar Gustaaf II Adolf wordt gedood
- 1632, 22 augustus – Beleg van Maastricht – Frederik Hendrik neemt Maastricht in
- 1634 – Slag bij Nördlingen (Dertigjarige oorlog)
- 1637 – Beleg van Breda – Frederik Hendrik herovert Breda
- 1638 – Slag bij Kallo (Tachtigjarige Oorlog)
- 1641 – Slag bij La Marfée (Dertigjarige Oorlog)
- 1642 – Slag bij Edge Hill (Engelse Burgeroorlog)
- 1643 – Slag bij Rocroi – De hertog van Enghien verslaat de Spanjaarden in de Dertigjarige oorlog
- 1644 – Slag bij Marston Moor – Oliver Cromwells "Ironheads" verslaan koning Karel I van Engeland, Cavaliers en stellen daarmee het noorden veilig voor de puriteinen
- 1645, 14 juni – Slag bij Naseby – Grote overwinning van Cromwell op Karel I
- 1648 – Slag bij Preston
- 1648 – Slag bij Lens
- 1648 – Slag bij Stirling
- 1650, 3 september – Slag bij Dunbar – Cromwell verslaat de Schotten
- 1651, 3 september – Slag bij Worcester – Definitieve overwinning van Cromwell op de koningsgezinden in de Engelse burgeroorlog – Karel II ontsnapt en vlucht naar Frankrijk
- 1651 – Slag bij Beresteczko – De Polen verslaan Tataarse en kozakse opstandelingen
- 1658, 4 juni – Slag in de Duinen – De Engelsen en Fransen verslaan de Spanjaarden bij Duinkerke – Frankrijk verovert diverse Vlaamse steden
- 1672 – Beleg van Groenlo – Bernhard von Galen belegert en verovert Grol tijdens de Hollandse Oorlog
- 1673, 26 juni – Beleg van Maastricht – Lodewijk XIV van Frankrijk en Vauban nemen Maastricht in
- 1674 – Slag bij Seneffe
- 1675, 28 juni – Slag bij Fehrbellin – Nederlaag betekent einde Zweedse invasie in Brandenburg
- 1676, 27 augustus – Beleg van Maastricht – Mislukte poging van Willem III van Oranje-Nassau om Maastricht te heroveren op de Fransen
- 1677 – Slag bij Kassel – Lodewijk XIV van Frankrijk verslaat Willem III van Oranje
- 1683, 12 september – Beleg van Wenen – Jan Sobieski verslaat de Ottomanen, die hun beleg van Wenen daarom moeten opgeven
- 1687 – Slag bij Mohács
- 1690, 1 juli – Slag bij Fleurus – Franse legers onder maarschalk Luxembourg verslaan Nederlandse en Duitse legers aangevoerd door de prins von Waldeck
- 1690, 12 juli – Slag aan de Boyne – Willem III verslaat Jacobus II van Engeland
- 1692, 3 augustus – Slag bij Steenkerke – Tijdens de Negenjarige Oorlog verslaat het Franse leger de geallieerden onder leiding van Willem III van Oranje-Nassau
- 1693, 29 juli – Eerste Slag bij Neerwinden – De Fransen onder de hertog van Luxemburg verslaan de Nederlanders en Engelsen onder Willem III van Oranje
- 1697 – Slag bij Zenta – De Habsburgers boeken een grote overwinning op de Ottomanen
- 1700, 30 november – Slag bij Narva – Koning Karel XII van Zweden verslaat een Russische overmacht

### 18e eeuw
- 1704, 2 juli – Slag bij Schellenberg, Marlborough bestormt het fort boven Donauwörth
- 1704, 14 augustus – Slag bij Blenheim – De hertog van Marlborough verslaat Fransen, Beieren en Pruisen in de Spaanse Successieoorlog
- 1706, 23 mei – Slag bij Ramillies (of Slag bij Ramilles) – De hertog van Marlborough verslaat de Fransen
- 1707, 25 april – Slag bij Almansa – de troepen van Filips V van Spanje verslaan in opdracht van de hertog van Berwick de troepen van keizer Karel VI
- 1708, 11 juli – Slag bij Oudenaarde – De hertog van Marlborough en Eugenius van Savoye verslaan de Fransen en belegeren Rijsel
- 1708, 29 september – Slag bij Wijnendale – De hertog van Marlborough wordt via Oostende bevoorraad bij de belegering van Rijsel, dat enkele weken later valt
- 1709, 8 juli – Slag bij Poltava – Peter de Grote van Rusland verslaat Zweden en wordt hiermee de dominante macht in Noord-Europa
- 1709, 11 september – Slag bij Malplaquet – De prins Eugenius van Savoye en de hertog van Marlborough verslaan de Fransen in de Spaanse Successieoorlog
- 1741, 10 april – Slag bij Mollwitz – De Pruisen onder Frederik de Grote verslaan Oostenrijk in de Eerste Silezische Oorlog
- 1745, 25 april – Slag bij Fontenoy – Maurits van Saksen verslaat het Nederlands-Brits leger onder de Hertog van Cumberland
- 1745, 15 december – Slag bij Kesselsdorf
- 1746, 16 april – Slag bij Culloden – Schotse opstand neergeslagen
- 1746 – Slag bij Rocourt – 120.000 Fransen verslaan Oostenrijks/Nederlands/Brits leger van 90.000 manschappen
- 1747, 2 juli – Slag bij Lafelt, ook bekend als de Slag bij Maastricht – Fransen verslaan gecombineerd Brits-Nederlands-Oostenrijks leger
- 1747 – Beleg van Bergen-op-Zoom – Fransen nemen de stad ten koste van 20.000 doden en gewonden Bergen op Zoom in
- 1748 – Beleg van Maastricht – Maurits van Saksen en Ulrich van Löwendal nemen Maastricht in voor de Fransen
- 1756, 1 oktober – Slag bij Lobositz – De Pruisen bevochten de Oostenrijkers in de Zevenjarige Oorlog
- 1757 – Slag om Fort William Henry – Fransen verslaan Britten in Noord-Amerika
- 1757, 6 mei – Slag bij Praag – De Pruisen verslaan Bohemen, maar de belegering van Praag is onsuccesvol
- 1757, 18 juni – Slag bij Kolin – Frederik de Grote verliest van Oostenrijk in de Zevenjarige Oorlog
- 1757, 23 juni – Slag bij Plassey – Robert Clive vestigt de Engelse hegemonie over India
- 1757, 26 juli – Slag bij Hastenbeck – De Fransen verslaan de Pruisen
- 1757, 30 augustus – Slag bij Groß-Jägersdorf de Pruisen bevechten de Russen in de Zevenjarige Oorlog
- 1757, 7 september – Slag bij Moys – De Oostenrijkers verslaan de Fransen
- 1757, 5 november – Slag bij Rossbach – Frederik verslaat de Fransen
- 1757, 5 december – Slag bij Leuthen – Frederik verplettert Oostenrijk
- 1758 – Slag bij Louisbourg – De Britten veroveren de vesting, en controleren daarmee de toegang tot de Saint Lawrence
- 1759, 1 augustus – Slag bij Minden – Ferdinand, zoon van de hertog van Brunswijk, verslaat de Fransen
- 1759 – Slag om Québec – Britten verslaan Fransen en verdrijven deze uit Noord-Amerika
- 1760, 15 augustus – Slag bij Liegnitz – Frederik verslaat Oostenrijk
- 1763 – Slag bij Bushy Run – De Britten in Pennsylvania verslaan Indianen
- 1774, 10 oktober – Slag bij Point Pleasant – Brits-Amerikaanse kolonisten verslaan de Shawnees
- 1775, 19 april – Slagen bij Lexington en Concord – Openingsveldslagen van de Amerikaanse Onafhankelijkheidsoorlog. De Britten winnen in Lexington, maar worden later op de dag op de vlucht gejaagd door Amerikaanse "Minutemen" in Concord
- 1775, 10 mei – Verovering van Fort Ticonderoga – Amerikaanse rebellen veroveren het fort en maken munitie en wapens buit
- 1775, 17 juni – Slag om Bunker Hill – De Britten veroveren een heuvel die door Amerikaanse rebellen bezet was, maar lijden grote verliezen gedurende de strijd
- 1776, 27 februari – Slag bij Moore's Creek Bridge – Amerikaanse rebellen verslaan Schotse Loyalisten
- 1776, 27 augustus – Slag bij Long Island – William Howe verplettert George Washington
- 1776, 11 oktober – Slag bij Valcour Island – De Britse vloot vernietigt gedeeltelijk de Amerikaanse vloot van Benedict Arnold in de minizeeslag op het Lake Champlain
- 1777, 16 augustus – Slag bij Bennington – Stark vernietigt een door Burgoyne gezonden detachement
- 1777, 9 september – Slag bij Brandywine – Howe drijft George Washingtons troepen naar Philadelphia
- 1777, 19 september – Eerste Slag bij Saratoga – Burgoyne verslaat een Amerikaanse overmacht
- 1777, 7 oktober – Tweede Slag bij Saratoga – De opstandige Amerikanen dwingen de Britse generaal John Burgoyne tot overgave
- 1778, 27 juni – Slag bij Monmouth – Laatste grote slag in het noorden in de Amerikaanse Onafhankelijkheidsoorlog eindigt onbeslist
- 1779, 15 juli – Slag bij Stony Point – Wayne neemt 700 man gevangen in een bajonet aanval, slechts 15 slachtoffers onder de rebellen
- 1780, 12 mei – Slag bij Charleston – De Britten veroveren Charleston op de Amerikanen
- 1780, 16 augustus – Slag bij Camden – Verpletterende nederlaag van de Amerikaanse opstandelingen
- 1781, 6 januari – Slag om Jersey – De Engelsen verslaan een Frans invasieleger bij Jersey
- 1781, 17 januari – Slag bij Cowpens – De Amerikanen onder Morgan verslaan de Britten onder Tarleton
- 1781, 15 maart – Slag bij Guilford Courthouse – Cornwallis boekt pyrrusoverwinning op Greene en Morgan
- 1781, 28 september – Beleg van Yorktown – Het Britse leger geeft zich over
- 1789, 27 oktober – Slag bij Turnhout – Zuid-Nederlandse opstandelingen verslaan Oostenrijks leger
- 1792, 20 september – Slag bij Valmy – Franse revolutionairen verslaan Pruisen en Oostenrijk
- 1792, 6 november – Slag bij Jemappes – Dumouriez bezet delen van de Zuidelijke Nederlanden
- 1793, 1 maart – Slag bij Aldenhoven – Oostenrijkse overwinning, begin van Franse verdrijving uit de Nederlanden
- 1793, 2 maart – Beleg van Maastricht – De Miranda breekt het beleg af na berichten over de Franse nederlaag bij Aldenhoven
- 1793, 18 maart – Tweede Slag bij Neerwinden – Oostenrijkers behalen de overwinning op de Fransen – Dumouriez loopt over
- 1793, 13 september – Slag bij Menen – De Fransen revolutionaire troepen (~40.000 man) onder commando van Houchard, verslaan de Staatse troepen (~20.000 man) onder leiding van prins Willem Frederik van Oranje-Nassau (later koning Willem I) en zijn jongere broer (Willem George) Frederik van Oranje-Nassau
- 1793, 18 september – Slag bij Toulon – De toenmalige kapitein Napoleon Bonaparte vergaart roem wanneer de Fransen de Engelsen uit de stad verdrijven
- 1794 – Slag bij Fleurus – De Fransen verslaan een gecombineerde Oostenrijks-Nederlands-Engelse legermacht
- 1794, 20 augustus – Slag bij Fallen Timbers – Generaal Anthony Wayne brengt de Indianen een beslissende slag toe
- 1794, 2 oktober – Slag bij Aldenhoven – De Fransen verslaan het Oostenrijkse leger bij de Roer, Oostenrijk trekt terug achter de Rijn
- 1794, 4 november – Beleg van Maastricht – De Franse generaal Kléber neemt Maastricht in
- 1796, Slag bij Millesimo – Napoleon verslaat de Oostenrijkers in Italië
- 1796, 15 november – Slag bij de brug van Arcole – Napoleon loopt voorop met een vlag en neemt de strategische brug in
- 1797, 14 januari – Slag bij Rivoli – Napoleon verslaat de Oostenrijkers en beheerst Noord-Italië
- 1798, 21 juli – Slag bij de Piramiden – De Fransen onder Napoleon verslaan de mammelukken onder Murad Bey
- 1799, 7 maart – Beleg van Jaffa – Napoleon Bonaparte belegert Jaffa
- 1799, 6 oktober – Slag bij Castricum – Het Frans-Bataafse leger verslaat een Engels-Russische invasiemacht
- 1800, 14 juni – Slag bij Marengo – Napoleon verslaat de Oostenrijkers onder Michael von Melas
- 1800, 3 december – Slag bij Hohenlinden – Moreau verslaat aartshertog Johan van Oostenrijk

### 19e eeuw

#### 1801 tot 1825
- 1801, 20 maart – Tweede Slag bij Aboekir – Brits-Turks leger onder Ralph Abercromby verslaat Frans leger onder Jacques de Menou
- 1803, 16 september – Slag bij Delhi – Brits leger verslaat Maratha leger onder Franse leiding
- 1803, 23 september – Slag bij Assaye – Brits leger onder Wellesley verslaat Maratha's in de Decan
- 1803, 1 november – Slag bij Laswari – Nederlaag voor de Maratha's nabij Agra
- 1803, 18 november – Slag bij Vertières – Beslissende slag in de Haïtiaanse onafhankelijkheidsoorlog
- 1803, 28 november – Slag bij Argaon – Wellesley verslaat Doulot Rao Sindhia
- 1804, 1 oktober – Slag bij Sitka – Russen verslaan de Tlingit in Alaska
- 1804, 17 november – Slag bij Farrukhabad – Britse overwinning op de Maratha's
- 1805, 27 april – 13 mei – Slag bij Derne – Amerikaanse overwinning op de piraten van Barbarije
- 1805, 11 oktober – Slag bij Haslach-Jungingen – Franse overwinning tegen grote overmacht van Oostenrijk
- 1805, 14 oktober – Slag bij Elchingen – Ney verslaat kleine Oostenrijkse eenheid
- 1805, 17 oktober – Slag bij Ulm – Overgave van een Oostenrijks leger onder baron von Leiberich
- 1805, 30 oktober – Slag bij Caldiero – Franse eenheid onder Masséna verslaat Oostenrijkers onder aartshertog Karel van Oostenrijk-Teschen
- 1805, 2 december – Slag bij Austerlitz – Grote overwinning van Napoleon
- 1806, 6 januari – Slag bij Blaauwberg – Overwinning van de Britten op de Bataafse Republiek, resulterend in de Britse overheersing van Zuid-Afrika tot in de 20e eeuw
- 1806, 7 augustus – 8 augustus – Slag om Lauria – Inname van de stad door Franse troepen
- 1806, 14 oktober – Slag bij Jena en Auerstädt – Napoleon en Davout verslaan de Pruisen
- 1806, 26 december – Slag bij Pultusk – Onbesliste slag tussen Napoleon en de Russen
- 1807, 8 februari – Slag bij Eylau – Nipte overwinning van Napoleon op het Russisch leger, grootste cavaleriecharge ooit
- 1807, 10 juni – Slag bij Heilberg – Napoleon slaat Russische aanval af
- 1807, 14 juni – Slag bij Friedland – Beslissende overwinning van Napoleon op de Russen
- 1808, 18 april – Slag bij Siikajoki – Georg Carl von Döbeln stopt Russische opmars in Finse Oorlog
- 1808, 27 april – Slag bij Revolax – Zweedse overwinning op Russen
- 1808, 2 mei – Slag bij Pulkkila – Zweedse strijdmacht vernietigt Russisch leger in Finland
- 1808, 4 juni – Slag bij El Bruc – Schermutseling tussen Franse en Spaanse eenheden
- 1808, 14 juli – Slag bij Lapua – Zweedse overwinning tijdens de Finse Oorlog
- 1808, 14 juli – Slag bij Medina de Rioseco – Franse overwinning in de Spaanse Onafhankelijkheidsoorlog
- 1808, 23 juli – Slag bij Bailén – Generaal Dupont geeft zich over aan de Spanjaarden
- 1808, 10 augustus – Slag bij Kauhajoki – Döbeln verslaat de Russen
- 1808, 15 juni – 13 augustus – Beleg van Saragossa Onsuccesvolle Franse belegering
- 1808, 17 augustus – Slag bij Roliça – Britse overwinning in de Spaanse Onafhankelijkheidsoorlog
- 1808, 21 augustus – Slag bij Vimeiro – Brits-Portugees leger onder Arthur Wellesley verslaat de Fransen onder Junot
- 1808, 13 september – Slag bij Jutas – Zweeds leger verslaat Russisch leger in de Finse Oorlog
- 1808, 14 september – Slag bij Oravais – Russisch leger brengt een vernietigende slag toe aan de Zweden
- 1808, 27 oktober – Slag bij Virta Bro – Zweedse overwinning die resulteert in een staakt-het-vuren met de Russen
- 1808, 31 oktober – Slag bij Pancorbo – Onbesliste slag tussen Fransen en Spanjaarden
- 1808, 5 november – Slag bij Valmaceda – Kleine Spaanse overwinning
- 1808, 7 november – Slag bij Burgos – Franse overwinning op de Spanjaarden
- 1808, 10 en 11 november – Slag bij Espinosa – Franse overwinnaars laten Spaanse verliezers ontsnappen
- 1808, 23 november – Slag bij Tudela – Maarschalk Jean Lannes verslaat generaal Francisco Javier Castaños
- 1808, 30 november – Slag bij Somosierra – Napoleon verslaat Benito de San Juan
- 1809, 16 januari – Slag bij Corunna – Fransen verslaan Sir John Moore in Spanje
- 1809, 27 maart – Slag bij Ciudad-Real – Generaal Horace Sébastiani verslaat Spaans leger onder generaal Cartojal
- 1809, 28 maart – Eerste Slag bij Porto – Franse strijdkrachten onder generaal Soult nemen Oporto in
- 1809, 16 april – Slag bij Sacile – Franse troepen onder Eugène de Beauharnais worden verslagen door de Oostenrijkers in Italië
- 1809, 19 april – Slag bij Raszyn – Polen verslaan Oostenrijkers
- 1809, 19 en 20 april – Slag bij Abensberg – Napoleon verslaat de Oostenrijkers in Duitsland
- 1809, 21 april – Slag bij Landshut – Generaal Masséna slaagt er niet in de Oostenrijkse linkerflank te verslaan
- 1809, 22 april – Slag bij Eckmühl – Oostenrijkers trekken zich terug uit Beieren na een nederlaag tegen Napoleon
- 1809, 23 april – Slag bij Ratisbon – Na een succesvol achterhoedegevecht slaagt Aartshertog Karel erin zich ordelijk terug te trekken
- 1809, 12 mei – Tweede Slag bij Porto – Wellesley verslaat Soult en neemt de stad in
- 1809, 21 en 22 mei – Slag bij Aspern-Essling – Napoleon slaagt er niet in de Donau over te steken na verlies tegen de Oostenrijkers
- 1809, 23 mei – Slag bij Alcaňiz – Spanjaarden verslaan Fransen
- 1809, 5 en 6 juli – Slag bij Wagram – Napoleon verslaat de Oostenrijkers
- 1809, 28 juli – Slag bij Talavera – Wellesley verslaat Frans leger; hij krijgt de titel Hertog van Wellington
- 1809, 17–22 augustus – Slag bij Ratan en Sävar – Russische nederlaag in de Finse Oorlog
- 1809, 18 oktober – Slag bij Tamames – Spaanse troepen slaan Franse aanval af onder Ney
- 1809, 19 november – Slag bij Ocaña – Vernietigende nederlaag voor de Fransen in Spanje
- 1810, 7 augustus – Slag bij Batin – Russische overwinning op de Turken in de Russisch-Turkse oorlog
- 1810, 27 september – Slag bij Bussaco – Wellington trekt zich terug op de Torres Vedraslinie na een gevecht tegen de Fransen
- 1810, 15 oktober – Slag bij Fuengirola – Pools garnizoen slaat Brits-Spaanse aanval af
- 1811, 17 januari – Slag bij de brug van Calderon – Spaanse overwinning tegen Mexicaanse overmacht
- 1811, 5 maart – Slag bij Barrosa – Kleine Britse overwinning
- 1811, 5 mei – Slag bij Fuentes de Oñoro – Onbesliste slag tussen de Britten en de Fransen
- 1811, 16 mei – Slag bij Albuera – Britse overwinning op generaal Soult
- 1811, 7 november – Slag bij Tippecanoe – William Henry Harrison verslaat Tecumseh en Shawnee
- 1811, 30 december – Slag Bij Tarifa – Mislukte Franse aanval op de stad
- 1811, december – Slag bij Yanbu – Begin van de Ottomaans-Saudische Oorlog
- 1812, januari – Slag bij Al-Safra – Slag van de Ottomaans-Saudische Oorlog nabij Medina
- 1812, 16 maart – 6 april – Slag om Badajoz – Brits-Portugees leger belegert Frans garnizoen
- 1812, 11 juli – Beleg van Detroit – Amerikaans garnizoen capituleert aan de Britten
- 1812, 12 juli – Slag bij Ostrowo – Onbesliste confrontatie tussen Fransen en Russen
- 1812, 22 juli – Slag bij Salamanca – Wellington verslaat de Fransen, waardoor ze Madrid moeten evacueren
- 1812, 30 juli – 1 augustus – Slag bij Klyastitsy – Kleine Russische overwinning op een Frans korps
- 1812, 9 augustus – Slag bij Maguaga – Schermutseling in Oorlog van 1812
- 1812, 15 augustus – Slag om Fort Dearborn – Indianen vernietigen fort
- 1812, 17 augustus – Slag bij Smolensk – Belegering van Smolensk door het Grande Armée van Napoleon in zijn campagne tegen Rusland
- 1812, 17 en 18 augustus – Eerste slag bij Polotsk – Onbesliste slag tussen Russisch en Frans korps
- 1812, 18 augustus – Slag bij Valutino – Kleine Franse overwinning waarna Russisch korps zich terugtrekt
- 1812, 4 en 5 september – Slag om fort Harrison – Amerikanen slaan aanval af van 4 Indiaanse stammen
- 1812, 5–12 september – Slag om fort Wayne – Amerikanen slaan aanval af van Indiaanse stammen
- 1812, 7 september – Slag bij Borodino – Grootste veldslag tussen de Grande Armée van Napoleon en de Russen onder generaal Koetoezov – Kleine numerieke overwinning voor de Fransen – Napoleon trekt op naar Moskou
- 1812, 13 oktober – Slag bij Queenston Heights – Amerikanen slaan Britse aanval af
- 1812, 18 oktober – Slag bij Tarutino – Russische overwinning op Frans korps onder Murat
- 1812, 18–20 oktober – Tweede slag bij Polotsk – Russische overwinning op Frans-Beiers korps
- 1812, 24 oktober – Slag bij Malojaroslavets – Russische overwinning op de Fransen
- 1812, 31 oktober – Slag bij Czasniki – Russen verslaan Frans korps onder maarschalk Victor
- 1812, 31 oktober – Slag bij Aslanduz – Russen verslaan Perzisch leger
- 1812, november – Slag bij Medina 1812 – Ottomanen veroveren Medina
- 1812, 3 november – Slag bij Vyazma – Onbesliste strijd tussen Russen en Fransen
- 1812, 13 en 14 november – Slag bij Smoliani – Russische overwinning op Frans korps onder Victor en Oudinot
- 1812, 15–18 november – Slag bij Krasnoi – Gedeeltelijke Russische overwinning; Napoleon breekt door de Russische strijdkrachten en kan de overblijfselen van zijn leger terugtrekken
- 1812, 20 november – Eerste slag bij Lacolle mills – Britten en Mohawks verslaan de Amerikanen
- 1812, 26–29 november – Slag bij de Berezina – Ondanks zware verliezen, slagen de Fransen erin de rivier over te steken – Einde van de terugtrekking uit Rusland
- 1812, 17 en 18 november – Slag bij Mississinewa – Amerikaanse overwinning op Miami-indianen
- 1813, 7 januari – Slag bij Jeddah – Tusun Pasha verovert Jeddah op de Saoedi's
- 1813, 22 januari – Slag bij Frenchtown – Britten verslaan de Kentucky Militia
- 1813, januari – Slag om Mekka (1813) – Tusun Pasha verovert Mekka
- 1813, 22 februari – Slag bij Ogdensburg – Britse overwinning in de Oorlog van 1812
- 1813, 27 april – Slag om York – Inname en plundering van de stad York door de Amerikanen
- 1813, 2 mei – Slag bij Lützen – Napoleon verslaat Russisch-Pruisisch leger onder Wittgenstein
- 1813, 1–9 mei – Belegering van Fort Meigs – Amerikanen doorbreken beleg van het fort
- 1813, 20 en 21 mei – Slag bij Bautzen – Napoleon verslaat opnieuw Wittgenstein die kan ontkomen
- 1813, 27 mei – Slag om Fort George – Luitenant-kolonel Winfield Scott neemt Brits fort in
- 1813, 28 en 29 mei – Tweede slag om Sackett's Harbor – Amerikanen slaan Britse aanval af
- 1813, 6 juni – Slag bij Stoney Creek – Brits leger verslaat driemaal groter Amerikaans leger
- 1813, 21 juni – Slag bij Vittoria – Wellington verslaat Frans leger onder Joseph Bonaparte
- 1813, 22 juni – Slag bij Craney Island – Britse aanval wordt afgeslagen
- 1813, 26 juli – 1 augustus – Slag bij Sorauren – Wellington verslaat Soult; Fransen trekken zich terug uit Spanje
- 1813, 27 juli – Slag bij Burnt Corn – Amerikanen verslaan de Creek
- 1813, 2 augustus – Slag om Fort Stephenson – Britse aanval mislukt op Amerikaans fort
- 1813, 10 augustus – Slag bij Saint Michaels – George Cockburn wordt verslagen door de Amerikanen
- 1813, 23 augustus – Slag bij Grossbeeren – Geallieerde overwinning op de Fransen
- 1813, 26 augustus – Slag bij Katzbach –Blucher verslaat maarschalk Mcdonald
- 1813, 26 en 27 augustus – Slag bij Dresden – Napoleons laatste overwinning op Duits grondgebied
- 1813, 29 en 30 augustus – Slag bij Kulm – Maarschalk Vandamme verslagen
- 1813, 6 september – Slag bij Dennewitz – Bernadotte en Bülow verslaan Ney
- 1813, 5 oktober – Slag bij Moraviantown – Amerikaanse overwinning op de Britten
- 1813, 16–19 oktober – Slag bij Leipzig (Volkerenslag) – Napoleon lijdt een grote nederlaag
- 1813, 25 oktober – Slag op Chateauguay – Amerikanen worden verslagen door Canadese militia
- 1813, 30 en 31 oktober – Slag bij Hanau – Oostenrijks-Beiers leger slaagt er niet in de terugtrekkende Fransen tegen te houden
- 1813, 3 november – Slag bij Tallushatchee – Amerikaanse overwinning op de Creekindianen
- 1813, 9 november – Slag bij Talladega – Amerikaanse overwinning op de Creekindianen
- 1813, 11 november – Slag bij Crysler's Farm – Britse overwinning op de Amerikanen
- 1814, 11 januari – Slag bij Hoogstraten – Geallieerde overwinning op het Franse leger
- 1814, januari – Slagen bij Emuckfaw en Enotachopo – Twee onbesliste veldslagen tussen de Amerikanen en de Creek
- 1814, 29 januari – Slag bij Brienne – Napoleon verslaat de Pruisen
- 1814, 1 februari – Slag bij La Rothiere – Pruisen slagen er niet in om Napoleons leger te verslaan
- 1814, 10 februari – Slag bij Champaubert – Franse overwinning op Russisch contingent
- 1814, 11 februari – Slag bij Montmirail – Napoleon verslaat de Pruisen
- 1814, 12 februari – Slag bij Château-Thierry – Napoleon verslaat Pruisen en Russen
- 1814, 14 februari – Slag bij Vauchamps – Napoleon verslaat Pruisen en Russen
- 1814, 18 februari – Slag bij Montereau – Napoleon verslaat Oostenrijks contingent
- 1814, 27 februari – Slag bij Bar-sur-Aube – Oostenrijkers verslaan Frans contingent
- 1814, 27 februari – Slag bij Orthez – Wellington verslaat Soult in de omgeving van Bayonne
- 1814, 4 maart – Slag bij Longwoods – Amerikaanse overwinning tegen de Britten
- 1814, 7 maart – Slag bij Craonne – Franse overwinning op de Pruisen
- 1814, 9 en 10 maart – Slag bij Laon – Pruisische overwinning op de Fransen
- 1814, 13 maart – Slag bij Reims – Napoleon isoleert en verslaat Pruisisch korps
- 1814, 20 en 21 maart – Slag bij Arcis-sur-Aube – Oostenrijkers verslaan Napoleon
- 1814, 25 maart – Slag bij Fère-Champenoise – Oostenrijkers verslaan twee Franse korpsen
- 1814, 27 maart – Slag bij Horseshoe bend – Beslissende Amerikaanse overwinning op de Creek
- 1814, 30 maart – Slag bij Montmartre – De geallieerden veroveren Parijs; Napoleon wordt verbannen naar Elba
- 1814, 30 maart – Tweede slag bij Lacolle Mills – Amerikanen opnieuw verslagen terwijl ze Canada proberen te veroveren
- 1814, 10 april – Slag bij Toulouse – Wellington verslaat korps onder Soult; einde van de gevechten wanneer het nieuws van Napoleons aftreden doorsijpelt
- 1814, 30 mei – Slag bij Sandy Creek – Verrassingsaanval van de Amerikanen tegen de Britten
- 1814, 5 juli – Slag bij Chippiwa – Amerikaanse overwinning op de Britten
- 1814, 25 juli – Slag bij Lundy's lane – Bloedige veldslag waarna de Amerikanen zich terugtrekken uit Canada
- 1814, 26 juli – 4 augustus – Slag om Fort Mackinac – Britse overwinning in de Oorlog van 1812
- 1814, 24 augustus – Slag bij Bladensburg – Britse overwinning in Maryland; Washington D.C. wordt ingenomen en verwoest; het Witte Huis gaat in de vlammen op
- 1814, 11 september – Slag bij Plattsburg – Onbesliste veldslag tussen Britten en Amerikanen
- 1814, 12 september – Slag bij North point – Britse aanval wordt afgeslagen door Amerikanen
- 1814, 19 oktober – Slag bij Cook's Mills – Onbesliste veldslag in Oorlog van 1812
- 1814, 4 augustus – 5 november – Slag om Fort Erie – Amerikanen slaan Britse aanval af om het fort te heroveren
- 1814, 7–9 november – Slag bij Pensacola – Pyrrusoverwinning van Andrew Jackson
- 1815, 8 januari – Slag bij New Orleans – Andrew Jackson verslaat Brits leger
- 1815, 11 februari – Slag op Fort Bowyer – Amerikanen verliezen "onneembaar fort"
- 1815, 2 mei – Slag bij Tolentino – Joachim Murat wordt verslagen en verjaagd door de Oostenrijkers nadat hij voor Napoleon gekozen had in de 100 dagen
- 1815, 16 juni – Slag bij Ligny – Napoleon verslaat de Pruisen onder von Blücher
- 1815, 16 juni – Slag bij Quatre-Bras – Onbesliste slag tussen Ney en de Britten
- 1815, 18 juni – Slag bij Waterloo – Definitieve nederlaag van Napoleon
- 1815, 18 en 19 juni – Slag bij Waver – Tussen Grouchy en de Pruisen
- 1817, 12 februari – Slag bij Chacabuco – Chileense troepen verslaan de Spanjaarden; Chili wordt onafhankelijk
- 1817 – 1818 – Nejd Expeditie – Ibrahim Pasha verovert verschillende Nejdi dorpen
- 1817, 21 december – Slag bij Mahidpur – Britse troepen verslaan de Maratha's
- 1818, 16 maart – Slag bij Cancha Rayada – Spanjaarden verslaan Chileens leger onder José de San Martín
- 1818, 5 april – Slag bij Maipu – Chilenen verslaan Spanjaarden
- 1818, 2 december – Slag bij Diriyah – Ottomanen veroveren Diriyah waarmee een einde komt aan de eerste Saudische staat
- 1819, 7 augustus – Slag bij Boyaća – Simon Bolivar verslaat Spaans leger; onafhankelijkheid van Nieuw Granada, het latere Colombia
- 1821, 7 maart – Slag bij Rieti – Oostenrijkers verslaan Napolitaanse rebellen
- 1821, 8 april – Slag bij Novara – Oostenrijkse troepen verslaan Piëmontese revolutionairen
- 1821, 24 juni – Slag bij Carabobo – Simon Bolivar verslaat Spaans leger; onafhankelijkheid van Venezuela
- 1822, 24 mei – Slag bij Pichincha – Spanjaarden worden verslagen bij de stad Quito
- 1822, 26 juli – Slag bij Dervenakia – Griekse revolutionairen verslaan Ottomaans leger
- 1822, 21 augustus – Slag bij Karpenizi – Nieuwe overwinning voor de Grieken op de Ottomanen
- 1825, 2 april – Slag bij Danubyu – Britse troepen onder Archibald Campbell verslaan de Birmaanse troepen onder Maha Bandula
- 1825, 30 november – 2 december – Slag bij Prome – Campbell verslaat de Birmaanse troepen onder Maha Nenyo

#### 1826 tot 1850
- 1826, 5 september – Slag bij Ganja – Perzische invasie wordt afgeslagen door Russische troepen
- 1827, 20 februari – Slag bij Ituzaingó – Een Braziliaans leger onder markies Barbacena levert strijd met een Argentijns leger
- 1827, 24 april – Slag bij Phaleron – Griekse nederlaag in hun onafhankelijkheidsstrijd
- 1828, 27 augustus – Slag bij Akhalzic – Russisch leger verslaat Ottomanen in de Kaukasus
- 1829, 11 juni – Slag bij Kulevicha – Russische troepen onder leiding van Hans Karl von Diebitsch verslaan Ottomaans leger in de Balkan
- 1831, 14 februari – Slag bij de abdij van Debre – slag tussen Ethiopische rivalen
- 1831, 14 februari – Slag bij Stoczek – Poolse overwinning in de opstand tegen de Russen
- 1831, 24 februari – Slag bij Bialolęka – Poolse aanval verstoort Russische plannen
- 1831, 25 februari – Slag bij Olszynska Grochowska – Kleine Poolse overwinning op de Russen
- 1831, 8 maart – Slag bij Iganie – Poolse overwinning op Rusland
- 1831, 26 mei – Slag bij Ostroleka – Onbesliste veldslag tussen Polen en Rusland
- 1831, 6–8 september – Slag bij Warschau – Poolse opstand wordt bloedig neergeslagen
- 1832, 20 mei – Slachting door Creek – Kolonisten worden afgeslacht door Creek-indianen
- 1832, 16 juli – Slag bij Kellog's Grove – Amerikaans leger verslaat de Sauks
- 1832, 2 augustus – Slag bij Bad Axe – Illinoismilitia slacht Sauks en Fox af
- 1832, 21 december – Slag bij Konya – Egyptisch leger onder Ibrahim Pasha verslaat Turks leger in Anatolië
- 1834, 16 mei – Slag bij Santarén – Loyalistische Portugese troepen verslaan opstandelingenleger
- 1835, 2 oktober – Slag bij Gonzales – Mexicanen trekken zich terug tijdens Texaanse Onafhankelijkheidsoorlog
- 1835, 28 oktober – Slag bij Conception – Texanen verslaan een Mexicaans leger
- 1835, 26 november – Grass Fight – Texanen overvallen trein waarvan men dacht dat het zilver vervoerde, maar vinden alleen maar gras
- 1835, 12 oktober – 11 december – Beleg van Bexar – Texanen belegeren en verslaan de Mexicanen in Bexar
- 1836, 26 februari – Slag bij San Patricio – Texaanse expeditie in Mexico mislukt
- 1836, 23 februari – 6 maart – Slag om de Alamo – Generaal Santa Anna verslaat de Texanen; David Crockett vindt er de dood
- 1836, 12–15 maart – Slag bij Refugio – Mexicaanse overwinning op Texanen
- 1836, 19 maart – Slag bij Coleto – Mexicaanse overwinning op Texanen
- 1836, 21 april – Slag bij San Jacinto – Texanen nemen Santa Anna gevangen
- 1836, 26 april – Slag bij Terapegui – Spanjaarden verslaan rebellen
- 1837, 24 maart – Slag bij Huesca – Constitutionalisten winnen beslissend slag tegen de Carlisten in Spanje
- 1837, 23 november – Slag bij Saint-Denis – Canadese rebellen onder Wolferd Nelson verslaan de Britten
- 1837, 25 november – Slag bij Saint-Charles – Britten verslaan Canadese rebellen
- 1837, 7 december – Confrontatie bij Montgomery’s Tavern – Begin van opstand in Upper Canada
- 1837, 14 december – Slag bij Saint-Eustache – Britten veroveren en vernietigen het dorp
- 1837, 25 december – Slag bij het Okeechobeemeer – Amerikaans leger verslaat de Seminoles
- 1838, 9 april – Slag bij Italeni – Overwinning van de Zoeloes op de Voortrekkers
- 1838, 10 november – Slag bij Beauharnois – Canadese opstand wordt neergeslagen
- 1838, 12–16 november – Slag bij Windmill – Laatste verzetshaarden in Canada worden overwonnen
- 1838, 16 december – Slag bij Bloedrivier – Eenheden onder Andries Pretorius verslaan de Zoeloes onder koning Dingane in Natal
- 1839, 24 juni – Slag bij Nezib – Egyptische troepen onder Ibrahim Pasha verslaan Turken onder Hafiz Pasha (geassisteerd door Helmuth von Moltke)
- 1840, januari – Slag bij Magango – Boeren verslaan de Zoeloe koning Dingane
- 1841, 24 mei – Slag bij Kanton – Britse aanval op Kanton
- 1842, 6 januari – Slag bij Kabul – Britse troepen moeten de stad verlaten na Afghaanse aanval
- 1842, 7 februari – Slag bij Debre Tabor – Wube Haile Maryam wordt verslagen door Ras Ali Alula, regent van de keizer van Ethiopië
- 1843, 17 februari – Slag bij Miani – Britse troepen verslaan Baluchistani in Sind
- 1843, maart – Slag bij Hyderabad – Britse troepen verslaan Baluchistani
- 1843, 10 mei – Slag bij Smala – Franse leger onder de graaf d’Aumale verslaan Algerijnen onder leiding van Abd el Kader
- 1844, 14 augustus – Slag bij Isly – Franse troepen onder maarschalk Bugeaud doen Abd el Kader op de vlucht slaan
- 1845, juli – Slag bij Ohaeawa – Britten bijten hun tanden stuk op Maori fortificaties
- 1845, 18 december – Slag bij Mudki – Sikhs invasie in Indië wordt afgeslagen door de Britten onder leiding van Sir Hugh Gough
- 1845, 21 en 22 december – Slag bij Ferozeschah – Sikhs onder Lal Singh worden na een bloedig gevecht verslagen door Britse troepen
- 1846, 28 januari – Slag bij Aliwal – Sikh onder Runjoor Singh worden verslaan door Britse troepen onder Sir Harry Smith
- 1846, 10 februari – Slag bij Sobraon – De Sikhs worden definitief verslagen door Gough; de Punjab wordt een Brits protectoraat
- 1846, 25 en 26 april – Thorntonaffaire – Schermutselingen in de grensstreek van Texas
- 1846, 3–9 mei – Aanval op Fort Texas – Mexicaanse aanval op Amerikaans fort mislukt; begin van de Mexicaans-Amerikaanse oorlog
- 1846, 8 mei – Slag bij Palo Alto – Generaal Zachary Taylor verslaat de Mexicanen onder Mariano Arista
- 1846, 9 mei – Slag bij Resaca de la Palma – Taylor valt terugtrekkende Mexicanen aan
- 1846, 7 juli – Eerste Slag bij Monterey – Amerikaanse mariniers bezetten Monterey
- 1846, augustus – Slag bij Canoncito – Amerikaanse overwinning
- 1846, 13 augustus – Beleg van Los Angeles – Amerikaanse mariniers bezetten kortstondig Los Angeles, maar worden weggejaagd door troepen onder leiding van José Maria Flores
- 1846, 18 augustus – Slag bij Santa Fe – Amerikanen bezetten Santa Fe
- 1846, 20–24 september – Tweede slag bij Monterrey – Amerikanen overwinnen na een bloedige veldslag de Mexicanen onder Pedro de Ampudia
- 1846, 26 en 27 september – Slag bij Chino – 24 Amerikaanse mariniers worden gevangengenomen in Chino
- 1846, 8 en 9 oktober – Slag bij Dominguez Rancho – José Antonio Carrilo verslaat met zijn troepen 350 Amerikaanse mariniers nabij Los Angeles
- 1846, 24–26 oktober – Eerste slag bij Tabasco – Commodore Matthew C. Perry levert een onbesliste slag met de Mexicanen onder Juan B. Traconis
- 1846, 16 november – Slag bij Natividad – Schermutseling in Mexicaans-Amerikaanse oorlog
- 1846, 6 december – Slag bij San Pasqual – De Amerikaanse cavalerie wordt verslagen door Californische milities onder Andrés Pico
- 1846, 25 december – Slag bij El Brazito – Mexicaanse aanval op El Brazito
- 1846, 2 januari – Slag bij Santa Clara
- 1847, 8 januari – Slag bij Rio San Gabriel – De Amerikaanse cavalerie boekt een overwinning op de Californische milities
- 1847, 9 januari – Slag bij La Mesa – De Californische milities worden verslagen door de Amerikanen
- 1847, 24 januari – 1 februari – Slag bij Mora – Bestorming en vernietiging van het stadje Mora
- 1847, 3 en 4 februari – Beleg van Pueblo de Taos – Bestorming van het stadje door de Amerikanen
- 1847, 22 en 23 februari – Slag bij Buena Vista – Mexicanen worden verslagen door kleine Amerikaanse eenheid
- 1847, 28 februari – Slag bij de Sacramento – Amerikaanse troepen onder leiding van Alexander Doniphan verslaan de Mexicanen bij Chihuahua
- 1847, 9–29 maart – Slag om Vera Cruz – Scott neemt de havenstad in
- 1847, 18 april – Slag bij Cerro Gordo – Scott verslaat Mexicanen onder Santa Anna
- 1847, 18 april – Slag bij Tuxpan – Scott verslaat generaal Martin Perfecto de Cos
- 1847, 15 en 16 juni – Tweede slag bij Tabasco – Commodore Perry neemt de stad in
- 1847, 19 en 20 augustus – Slag bij Contreras – De eenheden onder Scott bestormen Mexicaanse posities rond Mexico-Stad
- 1847, 20 augustus – Slag bij Churubusco – Ander Amerikaanse troepen vallen de verdedigingen rond Mexico-Stad aan
- 1847, 8 september – Slag bij Molino del Rey – Scott verslaat ingegraven Mexicaanse troepen na bloedige veldslag
- 1847, 8–15 september – Beleg van Mexico-Stad – Amerikaanse troepen belegeren de stad
- 1847, 12 september – Slag bij Chapultepec – Scott bestormt een versterkte heuvel
- 1847, 14 september – 12 oktober – Beleg van Puebla – Winfield Scott neemt Puebla in
- 1847, 2 oktober – Slag bij Mulegé – Amerikanen worden verslagen bij Mulegé
- 1847, 9 oktober – Slag bij Huamantla – Amerikaanse overwinning; einde van Santa Anna
- 1848, 16 maart – Slag bij Santa Cruz Rosales – Chihuahua wordt ingenomen na het tekenen van het vredesverdrag
- 1848, 19 april – 1849, 22 januari – Beleg van Multan – Britten veroveren het fort van Multan
- 1848, 24 en 25 juli – Slag bij Custoza – Oostenrijks leger onder Maarschalk Radetzky verslaat een Sardinisch leger onder koning Karel Albert
- 1848, 29 augustus – Slag bij Boomplaats – Britse troepen onder Harry Smith verslaan de boeren onder Pretorius
- 1848, 29 september – Slag bij Pakozd – Hongaars leger verslaat Oostenrijks leger onder graaf Josip Jelacic
- 1848, 30 oktober – Slag bij Schwechat – Confrontatie tussen Hongaren en Oostenrijkers
- 1848, 22 november – Slag bij Ramnagar – Britse troepen onder Gough worden terug geslagen door de Sikh
- 1848, 30 december – Slag bij Mor – Oostenrijkse overwinning op Hongaren
- 1849, 13 januari – Slag bij Chilianwala – Na onbesliste slag tussen de Britten en de Sikh wordt Gough ontheven van zijn functie
- 1849, 21 januari – Slag bij Gujarat – Gough verslaat de Sikh net voor hem het nieuws bereikt dat hij ontheven is van zijn functie; Punjab wordt geannexeerd
- 1849, 26 en 27 februari – Slag bij Kapolna – Hongaren worden opnieuw verslagen door de Oostenrijkers
- 1849, 23 maart – Slag bij Novara – Radetzky verslaat de Piëmontesen
- 1849, 23 maart – 1 april – De tien dagen van Brescia – Rellen gericht tegen Oostenrijkse garnizoenen in Italië
- 1849, 31 juli – Slag bij Segasvar – Hongaars leger wordt verslagen door de Russen en Oostenrijkers
- 1849, 9 augustus – Slag bij Temesvar – Hongaren worden definitief verslagen door de Oostenrijkers

#### 1851 tot 1875
- 1852, 3 februari – Slag bij Monte Caseros – Een coalitie van de Argentijnse provincies Entre Ríos en Corrientes, Braziliaanse en Uruguayaanse troepen verslaan een leger uit Buenos Aires onder Juan Manuel Rosas, president van Argentinië
- 1852, 27 september – Slag bij Gur Amba – De toekomstige Ethiopische keizer Tewodros II verslaat en vermoordt de vazal van de regerende vorst Ali II
- 1853, 12 april – Slag bij Takusa – Nieuwe overwinning voor Tewodros II op weg naar de keizerskroon
- 1853, 29 juni – Slag bij Ayshal – Tewodros verslaat definitief Ali II en wordt heerser van Ethiopië
- 1853, 4 november – Slag bij Oltenitza – Russische overwinning op de Turken in de Krimoorlog
- 1854, 6 januari – Slag bij Citate – Turkse overwinning op de Russen in de Krimoorlog
- 1854, 20 september – Slag bij Alma – Franco-Brits leger verslaat de Russen
- 1854 – Slag bij Amba Jebelli – Tewodros II verslaat zijn rivaal Birru Goshu
- 1854 november – Slag op de Inkerman – Franco-Brits leger verslaat de Russen
- 1854, 17 oktober – 1855, 11 september – Belegering van Sebastopol – Na langdurige belegering valt Sebastopol voor de geallieerden
- 1854, 25 oktober – Slag bij Balaclava – Charge van de Lichte Brigade onder Cardigan
- 1854, 5 november – Slag bij Inkermann – Nieuwe overwinning voor de geallieerden
- 1855, 9 februari – Slag bij Derasge – Tewodros II verslaat laatste rivaal
- 1855, 17 februari – Slag bij Eupatoria – Geallieerde overwinning in de Krimoorlog
- 1855, 16 augustus – Slag bij de Chernaya – Piëmontese hulp in Krimoorlog
- 1855 juni-november – Beleg van Kars – Russen veroveren de vestingstad
- 1857, juni – Beleg van Cawnpore – Britse troepen en burgers worden belegerd en uitgemoord door muitende soldaten in de Muiterij van Sepoy
- 1857, 29 juni – Slag bij Chinhat – Britse troepen trekken terug naar Lucknow
- 1857, 15 juli – Slag bij Aong – Britse troepen onder generaal Henry Havelock veroveren Cawnpore
- 1857, juli-november – Beleg van Lucknow – Beleg, ontzetting, tweede beleg en tweede ontzetting van de stad
- 1859, 20 mei – Slag bij Montebello – Oostenrijkers worden, ondanks grote overmacht, verslagen door de Frans-Piëmontese coalitie
- 1859, 26 mei – Slag bij Varese – Piëmontezen verslagen door de Oostenrijkers
- 1859, 30 mei – Slag bij Palestro – Frans-Piëmontese overwinning op de Oostenrijkers
- 1859, 4 juni – Slag bij Magenta – Oostenrijkers trekken zich terug uit Italië
- 1859, 24 juni – Slag bij Solferino – Onbesliste, maar bloedige slag; ontstaan van het Rode Kruis
- 1860, 15 mei – Slag bij Calatafimi – Overwinning van Garibaldi over Napolitaanse troepen
- 1860, 25 juni – Slag bij Milazzo – Overwinning van Garibaldi over Napolitaanse troepen
- 1860, 18 september – Slag bij Castelfidardo – Italiaanse overwinning op Franse troepen die de Pauselijke staten verdedigen
- 1860, 1 en 2 oktober – Slag bij de Volturnus – Sicilianen worden verslagen door de Piëmontezen
- 1860, 5 november – 1861, 13 februari – Beleg van Gaeta – Frans II der Beide Siciliën wordt belegerd door de Piemontezen
- 1860, 22 december – Slag bij Calpulalpan – Strijd tussen liberalen en conservatieven in Mexico
- 1861, 12 en 13 april – Aanval op Fort Sumter – P.G.T. Beauregard opent het vuur op het federaal fort in Charleston Harbor; begin van de Amerikaanse Burgeroorlog
- 1861, 16 en 19 mei – Slag bij Sewell's Point – Treffen tussen Zuidelijke artillerie en Noordelijke kanoneerboten
- 1861, 29 mei – 1 juni – Slag bij Aquia Creek – Zuidelijke artillerie trekt zich terug na marinebombardement
- 1861, 1 juni – Slag bij Fairfax Court House – Schermutseling tussen Noordelijke cavalerie en Zuidelijke militietroepen
- 1861, 1 juni – Slag bij Arlington Mills – Aanval van Zuidelijke soldaten op een Noordelijke bivakplaats
- 1861, 3 juni – Slag van de Philippi Races – Schermutseling in West-Virginia
- 1861, 10 juni – Slag bij Big Bethel – Unionisten vallen geconfedereerde posities aan maar de aanval wordt afgeslagen
- 1861, 17 juni – Slag bij Vienna – Zuidelijke aanval op Noordelijke trein
- 1861, 17 juni – Slag bij Boonville – Unionistische troepen verslaan de proconfederale Missouri State Guard
- 1861, 19 juni – Slag bij Cole Camp – Zuidelijke troepen ontsnappen aan de Noordelijke achtervolgers
- 1861, 2 juli – Slag bij Hoke's Run – Robert Patterson verslaat geconfedereerde troepen, maar kan zijn overwinning niet verder uitbuiten
- 1861, 5 juli – Slag bij Carthage – Geconfedereerde overwinning in Missouri
- 1861, 11 juli – Slag bij Rich Mountain – Geconfedereerd leger wordt verslagen; de ene helft geeft zich over, de andere helft kan vluchten
- 1861, 12 juli - Schermutseling bij Cedar Lane - Schermutseling tussen Noordelijke infanterie en Zuidelijke cavalerie
- 1861, 13 juli – Slag bij Corrick's Ford – Schermutseling tussen Noordelijken en Zuidelijken
- 1861, 15 juli – Slag bij Bunker Hill (1861) – Schermutseling tussen Noordelijke infanterie en Zuidelijke cavalerie
- 1861, 18 juli – Slag bij Blackburn's Ford – Irvin McDowells sterke verkenningseenheid wordt verslagen door de confederatie bij Manassas of Bull Run
- 1861, 21 juli – Eerste Slag bij Bull Run – Eerste grote slag in de Amerikaanse Burgeroorlog
- 1861, 5 augustus – Slag bij Athens – Unionistische overwinning in kleine schermutseling in het noordoosten van Missouri
- 1861, 10 augustus – Slag bij Wilson's Creek – Unionistische nederlaag
- 1861, 26 augustus – Slag bij Kessler's Cross Lanes – Troepen van de Confederatie verrassen en verslaan Unionistische troepen
- 1861, 28 en 29 augustus – Slag bij Hatteras Inlet Batteries – Unionisten veroveren twee forten in North Carolina
- 1861, 2 september – Slag bij Dry Wood Creek – Unionistische cavalerie wordt verslaan door de Missouri State Guard
- 1861, 10 september – Slag bij Carnifex Ferry – Geconfedereerden trekken zich terug na verschillende uren van strijd leveren
- 1861, 12–15 september – Slag bij Cheat Mountain – 300 soldaten weerstaan ongecoördineerde aanval van de geconfedereerden
- 1861, 13–20 september – Eerste Slag bij Lexington – De Missouri State Guard verslaat op een overtuigende wijze de Unionisten
- 1861, 17 september – Slag bij Liberty – Kleine overwinning voor de Missouri State Guard
- 1861, 19 september – Slag bij Barbourville – Slag tussen de Noordelijken en de Zuidelijken in Kentucky
- 1861, 3 oktober – Slag bij Greenbrier River – Na onbesliste slag trekken de Noordelijken zich terug
- 1861, 9 oktober – Slag bij Santa Rosa Island – Zuidelijken slagen er niet in om een Noordelijk fort in te nemen
- 1861, 21 oktober – Slag bij Ball's Bluff – 700 soldaten van de Unionisten worden gevangengenomen
- 1861, 21 oktober – Slag bij Kamp Wildcat – Geconfedeerde troepen worden weggejaagd van de Cumberland pas
- 1861, 21 oktober – Slag bij Fredericktown – De Missouri State Guard wordt verslagen
- 1861, 25 oktober – Eerste Slag bij Springfield – De stad wordt ingenomen door de Unionisten
- 1861, 8 en 9 november – Slag bij Ivy Mountain – Kleine schermutseling in Kentucky tijdens de Amerikaanse Burgeroorlog
- 1861, 9 november – Slag bij Belmont – Ulysses S. Grant verovert en vernietigt de bevoorradingslijnen nabij Caïro, Illinois
- 1861, 19 november – Slag bij Round Mountain – Geconfedereerde eenheden verslaan Opothleyahola
- 1861, 9 december – Slag bij Chusto-Talasah – Opothleyahola wordt verslagen nabij Tulsa
- 1861, 13 december – Slag bij kamp Alleghaney – Unionistische aanval wordt afgeslagen
- 1861, 17 december – Slag bij Rowlett's Station – Onbesliste slag nabij de Green River
- 1861, 19 december – Slag bij Blackwater Creek – Noordelijke overwinning in Missouri
- 1861, 20 december – Slag bij Dranesville – Unionisten verslaan geconfedereerden onder J.E.B. Stuart
- 1861, 26 december – Slag bij Chustenahlah – Opothleyahola wordt verslagen en vlucht naar Kansas
- 1861, 28 december – Slag bij Mount Zion Church – Unionistische overwinning in het noordoosten van Missouri
- 1862, 3 januari – Slag bij Cockpit Point – Onbesliste slag in Virginia
- 1862, 5 en 6 januari – Slag bij Hancock – Onsuccesvolle geconfedereerde poging om stadje in te nemen
- 1862, 8 januari – Slag bij Roan's Tan Yard – Geconfedereerde troepen slaan op de vlucht
- 1862, 10 januari – Slag bij Middle Creek – Generaal James A. Garfield verslaat eenheden onder Humphrey Marshall
- 1862, 19 januari – Slag bij Mill Springs – Overwinning voor de Unionisten
- 1862, 6 februari – Slag om Fort Henry – Fort wordt ingenomen door troepen onder Grant; de controle over de Tennessee is opnieuw in Unionistische handen
- 1862, 7 februari – 8 februari – Slag om Roanoke Island – Het eiland wordt ingenomen onder leiding van Ambrose E. Burnside
- 1862, 10 februari – Slag bij Elizabeth City – Noordelijken veroveren stad en hinterland
- 1862, 12–16 februari – Slag om Fort Donelson – Grant neemt fort in en krijgt daarmee de controle over de rivier de Cumberland
- 1862, 20 en 21 februari – Slag bij Valverde – Unionisten slaan op de vlucht in New Mexico
- 1862, 28 februari – 8 april – Slag bij Island Number Ten – Unionistische overwinning onder Pope
- 1862, 7–8 maart – Slag bij Pea Ridge – Missouri is stevig in Unionistische handen
- 1862, 14 maart – Slag bij New Bern – Unionisten veroveren stad
- 1862, 23 maart – Eerste Slag bij Kernstown – Unionisten verslaan Zuidelijken onder “Stonewall” Jackson
- 1862, 23 maart – 26 april – Slag om Fort Macon – Unionisten veroveren fort
- 1862, 26–28 maart – Slag bij Glorieta Pass – Slag in de buurt van Santa Fe
- 1862, 5 april – 4 mei – Slag bij Yorktown (1862) – Unionistische troepen winnen een schermutseling in de omgeving van de stad
- 1862, 6 en 7 april – Slag bij Shiloh – Ulysses S. Grant verslaat Zuidelijke aanval onder leiding van Albert Sidney Johnston en P.G.T. Beauregard
- 1862, 8 en 9 april – Slag bij Albuquerque – De Zuidelijken trekken zich verder terug na hun nederlaag bij Glorieta Pass
- 1862, 11 april – Slag om Fort Pulaski – Unionisten nemen fort in
- 1862, 15 april – Slag bij Peralta – Unionistische troepen verslaan de 5th Texas Mounted Volunteers
- 1862, 16–28 april – Slag om Forten Jackson en St. Philip – Noordelijke vlooteenheid probeert de Mississippi op te varen
- 1862, 19 april – Slag bij South Mills – Geconfedereerde troepen slagen er niet in van een kanaal te vernietigen
- 1862, 25 april – 1 mei – Slag om New Orleans – Unionisten veroveren de stad
- 1862, 29 april – 10 juni – Beleg van Corinth – Unionisten veroveren de stad, maar de Zuidelijken kunnen na een list voor het grootste deel ontsnappen
- 1862, 5 mei – Slag bij Williamsburg – Onbesliste strijd tussen McClellan en Longstreet
- 1862, 5 mei – Slag bij Puebla – Mexicaanse overwinning op Frans invasieleger
- 1862, 7 mei – Slag bij Eltham's Landing – Onbesliste slag in Virginia
- 1862, 8 mei – Slag bij McDowell – Stonewall Jacksons troepen verslaan Unionistisch leger
- 1862, 15 mei – Slag bij Drewry's Bluff – Noordelijke kanonneerboten testen de Zuidelijke fortificaties op de James River uit
- 1862, 15 mei – 17 mei – Slag bij Princeton Court House – De Zuidelijke brigadegeneraal Humphrey Marshall behaald een kleine overwinning op een Noordelijke colonne
- 1862, 23 mei – Slag bij Front Royal – Stonewall Jackson bedreigt de achterhoede van de Unionistische troepen, waarop ze zich moeten terugtrekken
- 1862, 25 mei – Eerste Slag bij Winchester – Stonewall Jackson verslaat Nathaniel P. Banks
- 1862, 27 mei – Slag bij Hanover Court House – Noordelijke overwinning
- 1862, 31 mei – Slag bij Seven Pines – Joseph Johnston valt Noordelijke stellingen aan; onbesliste strijd
- 1862, 5 juni – Slag bij Tranter's Creek – Zuidelijken trekken terug na het sneuvelen van hun commandant
- 1862, 7 en 8 juni – Eerste Slag bij Chattanooga – Noordelijke troepen bombarderen de stad
- 1862, 8 juni – Slag bij Cross Keys – John C. Fremont wordt verslagen door troepen van Stonewall Jackson
- 1862, 9 juni – Slag bij Port Republic – Kostbare overwinning voor Stonewall Jackson
- 1862, 16 juni – Slag om Secessionville – Noordelijke troepen slagen er niet in om de stad te veroveren
- 1862, 17 juni – Slag bij Saint Charles – Confrontatie tussen Zuidelijke artillerie en Noordelijke schepen
- 1862, 21 juni – Slag bij Simmon's Bluff – Noordelijke overwinning nabij Charleston
- 1862, 25 juni – Slag bij Oak Grove – Onbesliste slag tussen McClellan en Lee
- 1862, 26 juni – Slag bij Beaver Dam Creek – Nederlaag voor Robert E. Lee
- 1862, 27 juni – Slag bij Gaines' Mill – Lee verslaat McClellan
- 1862, 27 en 28 juni – Slag bij Garnett's en Golding's Farm – Onbesliste slag tussen McClellan en Lee
- 1862, 29 juni – Slag bij Savage's Station – Noordelijken worden gedwongen om terug te trekken
- 1862, 30 juni – Slag bij White Oak Swamp – Onbeslist artillerieduel tussen Noordelijken en Zuidelijken
- 1862, 30 juni – Slag bij Glendale – McClellan trek zich terug onder druk van Lee
- 1862, 30 juni – 1 juli – Slag bij Tampa – Duel tussen Noordelijke kanonneerboot en Zuidelijke artellerie
- 1862, 1 juli – Slag bij Malvern Hill – Overwinning van McClellan, maar hij trekt zich terug van het slagveld
- 1862, 1 juli – Slag bij Booneville – Brigadegeneraal Philip Sheridan slaat een Zuidelijke aanval af onder leiding van brigadegeneraal James R. Chalmers
- 1862, 7 juli – Slag bij Hill's Plantation – Noordelijken overwinnen in Arkansas
- 1862, 13 juli – Eerste Slag bij Murfreesboro – Geconfedereerde overwinning
- 1862, 28 juli – Slag bij Moore's Mill – Noordelijke overwinning in Missouri
- 1862, 5 augustus – Slag bij Baton Rouge – Poging van de Zuidelijken om Louisiana te heroveren worden definitief afgeslagen
- 1862, 6–9 augustus – Slag bij Kirksville – Noordelijken veroveren stad
- 1862, 9 augustus – Slag bij Cedar Mountain – Stonewall Jackson behaalt een overwinning
- 1862, 9 augustus – Eerste Slag bij Donaldsonville – Beschieting van Zuidelijke stellingen door Noordelijke kanonneerboten
- 1862, 11 augustus – Eerste Slag bij Independence – Zuidelijken behalen overwinning
- 1862, 11 augustus – Slag bij Compton's Ferry – Zuidelijken worden verslagen bij het oversteken van de Grand River in Missouri
- 1862, 12–18 augustus – Slag bij Corpus Christi – Noordelijken winnen zeeslag maar mislukken in hun opzet om Corpus Christi te veroveren via een amfibische landing
- 1862, 13 augustus – Slag bij Yellow Tavern – Schermutseling tussen Noordelijke en Zuidelijke cavalerie in Missouri
- 1862, 15 en 16 augustus – Slag bij Lone Jack – Geconfedereerde overwinning
- 1862, 21–22 augustus – Slag om Fort Ridgely – Sioux slagen er niet in van het fort te veroveren
- 1862, 22–25 augustus – Eerste Slag bij Rappahannock Station – Unionistische voorraden worden vernietigd na schermutseling
- 1862, 25–27 augustus – Slag bij Manassas Station – Troepen van de confederatie veroveren en vernietigen Manassas Station
- 1862, 28 augustus – Slag bij Thoroughfare Gap – Longstreet verslaat klein vijandelijk leger
- 1862, 28–30 augustus – Tweede Slag bij Bull Run ook wel bekend als Tweede Manassas – Jackson, Lee en Longstreet verslaan Pope en het leger van Noord-Virginia
- 1862, 29 augustus – Slag bij Aspromonte – Koninklijk Italiaans leger verslaat rebellen
- 1862, 30 augustus – Slag bij Richmond (Kentucky) – Zuidelijken onder leiding van Edmund Kirby Smith verslaan Noordelijk leger onder leiding van William Nelson
- 1862, 1 september – Slag bij Chantilly – Unionistisch leger ontsnapt ternauwernood aan totale vernietiging
- 1862, 2 september – Slag bij Mile Hill – Schermutseling tussen Noordelijke en Zuidelijke cavalerie bij het begin van de Marylandveldtocht
- 1862, 10 september – Slag bij Fayetteville – De Zuidelijke generaal William W. Loring verslaat een Noordelijke brigade in West-Virginia
- 1862, 12–15 september – Slag bij Harpers Ferry – Stonewall Jackson neemt een Unionistisch garnizoen gevangen
- 1862, 13 september – Slag bij Charleston – De Zuidelijke generaal-majoor William Wing Loring verslaat een Noordelijke strijdmacht onder leiding van kolonel Joseph A. Jackson Lightburn
- 1862, 14 september – Slag bij South Mountain – McClellan verslaat Lee
- 1862, 14 september – Slag bij Crampton's Gap – Zuidelijken vertragen het korps van Franklin
- 1862, 14–17 september – Slag bij Munfordville – Overwinning voor de Zuidelijken
- 1862, 17 september – Slag bij Antietam – McClellan roept een halt toe aan de invasie van Lee; bloedigste slag van de oorlog; strategische overwinning voor Abraham Lincoln
- 1862, 19 september – Slag bij Iuka – Overwinning voor Grant
- 1862, 19 en 20 september – Slag bij Shepherdstown – Zuidelijke brigades verslaan achtervolgende Noordelijke brigades
- 1862, 25 september – Eerste Slag bij Sabine Pass – Noordelijken veroveren Sabine Pass op Texaanse kust
- 1862, 30 september – Eerste Slag bij Newtonia – Paniek in de Noordelijke rangen na Zuidelijk bombardement
- 1862, 1–3 oktober – Slag bij Saint John's Bluff – Noordelijke eenheden verslaan Zuidelijken en winnen controle over de regio
- 1862, 3 en 4 oktober – Tweede Slag bij Corinth – Geconfedereerde aanval mislukt
- 1862, 4 oktober – Slag bij Galveston Harbor – Zuidelijken proberen de Noordelijke blokkade van de haven te doorbreken
- 1862, 5 oktober – Slag bij Hatchie's Bridge – Zuidelijke eenheden ontsnappen over de rivier de Hatchie onder leiding van Earl Van Dorn
- 1862, 8 oktober – Slag bij Perryville –Noordelijken onder Don Carlos Buell tegen Zuidelijken onder Braxton Bragg; tactische overwinning voor Bragg, strategische voor Buell
- 1862, 10-12 oktober - Chambersburgraid - Zuidelijke cavalerieraid in Maryland en Pennsylvania door J.E.B. Stuart
- 1862, 22 oktober – Slag bij Old Fort Wayne – Zuidelijken worden verslagen door Noordelijke overmacht
- 1862, 27 oktober – Slag bij Georgia Landing – Noordelijke overwinning
- 1862, 27–29 oktober – Slag bij Island Mound – De eerste slag waarbij een Afro-Amerikaanse regiment betrokken was
- 1862, 7 november – Slag bij Clark's Mill – Overgave van Unionistische eenheden aan Zuidelijke overmacht
- 1862, 28 november – Slag bij Cane Hill – Zuidelijke achterhoede vertraagt Noordelijke eenheden terwijl Zuidelijke hoofdmacht zich terug trekt
- 1862, 5 december – Slag bij Coffeeville – Schermutseling tussen Noordelijken en Zuidelijken in Mississippi
- 1862, 7 december – Slag bij Prairie Grove – Het noordwesten van Arkansas valt in Noordelijke handen
- 1862, 7 december – Slag bij Hartsville – Zuidelijke eenheden vermomd in Noordelijke uniformen infiltreren en verslaan Noordelijke eenheid
- 1862, 13 december – Slag bij Fredericksburg – Lee slaat verschillende frontale aanvallen af van Burnside
- 1862, 14 december – Slag bij Kinston – Noordelijke nederlaag
- 1862, 15 en 16 december – Slag bij White Hall – Onbesliste slag tussen John G.Foster en Beverly Robertson
- 1862, 17 december – Slag bij Goldsboro Bridge – Foster verslaat de Zuidelijken en vernietigt de brug
- 1862, 19 december – Slag bij Jackson, Tennessee – Zuidelijke list om Noordelijken in de val te lokken
- 1862, 26–29 december – Slag bij Chickasaw Bayou – Noordelijke aanval op Zuidelijke flank wordt afgeslagen
- 1862, 28 december– Van Buren raid – De Noordelijken onder generaal-majoor James G. Blunt verslaan de Zuidelijken onder leiding van Thomas C. Hindman
- 1862, 31 december – Slag bij Parker's Cross Roads – Zuidelijke eenheden slaan een aanval af
- 1862, 31 december – 2 januari – Slag bij Stones River – Onbesliste slag
- 1863, 1 januari – Slag bij Galveston – De Zuidelijken verslaan Noordelijke bezettingsmacht in Galveston
- 1863, 8 januari – Tweede Slag bij Springfield – Stad wordt ingenomen door Zuidelijken, maar ze slagen er niet in het fort te veroveren
- 1863, 9–11 januari – Slag bij Arkansas Post – Gevecht voor de controle van de rivier de Arkansas
- 1863, 9–11 januari – Slag bij Hartville – Overwinning voor de Zuidelijken; toch slagen ze er niet in van de raid voort te zetten
- 1863, 29 januari – Slachting bij Bear River – Shoshone-indianen slachten Noordelijke eenheid af
- 1863, 3 februari – Slag bij Dover (Tennessee) – Mislukte aanval op stad door Zuidelijken
- 1863, 17 februari – Slag bij Staszów – Onbesliste slag tussen Polen en Russen in de Januari-opstand
- 1863, 24 februari – Slag bij Malogoszcz – Polen moeten zich terugtrekken
- 1863, 3 maart – Eerste Slag om Fort McAllister – Noordelijk bombardement slaagt er niet in om het fort te vernietigen
- 1863, 5 maart – Slag bij Thompson's Station – Overwinning voor de Zuidelijken in Tennessee
- 1863, 13–15 maart – Slag om Fort Anderson – Daniel H. Hill leidt onsuccesvolle aanval
- 1863, 17 maart – Slag bij Kelly's Ford – Onbesliste confrontatie tussen cavalerie-eenheden
- 1863, 20 maart – Slag bij Vaught's Hill – Noordelijken doorstaan een aanval van de Zuidelijken onder leiding van John Hunt Morgan
- 1863, 25 maart – Slag bij Brentwood – Noordelijke eenheid geeft zich over
- 1863, 30 maart – 19 april – Slag bij Washington – Hill slaagt er niet in om de stad in te nemen
- 1863, 7 april – Eerste Slag bij Charleston Harbor – Bombardement op de haven van Charleston door Noordelijke vlooteenheid
- 1863, 10 april – Eerste Slag bij Franklin – Zuidelijken trekken zich terug na achterhoedegevechten
- 1863, 11 april – 4 mei – Beleg van Suffolk – Longstreet probeert de stad in te nemen
- 1863, 12 en 13 april – Slag om Fort Bisland – Noordelijke eenheden veroveren het fort
- 1863, 13 april – 6 mei – Stoneman's Raid – Noordelijke cavalerieoperatie ter voorbereiding van de Chancellorsvilleveldtocht
- 1863, 14 april – Slag bij Irish Bend – Noordelijke overwinning
- 1863, 14 en 15 april – Slag bij Norfleet House – Aanval op de verdedigingswerken rond Suffolk door Longstreet
- 1863, 17 april – Slag bij Vermillion Bayou – Noordelijke overwinning in de staat Louisiana
- 1863, 18 april – Slag bij Fayetteville – Zuidelijken proberen zonder succes Fayetteville te heroveren op de Noordelijken
- 1863, 19 april – Slag bij Hill's Point – Zuidelijke aanval op de verdedigingswerken rond Suffolk
- 1863, 26 april – Slag bij Cape Girardeau – Zuidelijke aanval mislukt
- 1863, 29 april – Slag bij Grand Gulf – Slag tijdens de Vicksburgveldtocht
- 1863, 29 april – Slag bij Snyder's Bluff – Generaal William T. Sherman valt Zuidelijke stellingen aan
- 1863, 1 en 2 mei – Slag bij Chalk Bluff – List van de Unionisten
- 1863, 2 mei – Slag bij Chancellorsville – Lee verslaat het leger van de Potomac onder Hooker; Stonewall Jackson sterft aan zijn verwondingen opgelopen in een hinderlaag
- 1863, 30 april – Tweede slag bij Fredericksburg – Noordelijke troepen onder John Sedgwick verslaan Zuidelijk garnizoen die de stad bewaken
- 1863, 1 mei – Slag bij Port Gibson – Grant overwint Zuidelijke legermacht in de Vicksburgveldtocht
- 1863, 3 en 4 mei – Slag bij Salem Church – Lee verslaat Sedgwick
- 1863, 12 mei – Slag bij Raymond – Onsuccesvolle strijd door de Zuidelijken om Vicksburg te beschermen
- 1863, 14 mei – Slag bij Jackson (Mississippi) – Sherman en McPherson verslaan Johnston
- 1863, 16 mei – Slag bij Champion Hill – Grant verslaat de Geconfedereerden
- 1863, 17 mei – Slag bij Big Black River Bridge – Geconfedereerden zitten vast in Vicksburg
- 1863, 18 mei – 4 juli – Beleg van Vicksburg – Noordelijke eenheden onder Grant belegeren Vicksburg
- 1863, 21 mei – Slag bij Plains Store – Noordelijken overwinnen in de omgeving van Baton Rouge
- 1863, 21 mei – 9 juli – Beleg van Port Hudson – Laatste versterking van de Confederatie op de Mississippi valt
- 1863, 7 juni – Slag bij Milliken's Bend – Zuidelijken slagen er niet in om beleg van Vicksburg te doorbreken
- 1863, 7 juni – Slag bij Young's Point – Zuidelijken slagen er niet in om een Noordelijk depot te vernietigen
- 1863, 9 juni – Slag bij Brandy Station – J.E.B. Stuarts cavalerie wordt overvallen in hun kamp nabij Brandy Station
- 1863, 13–15 juni – Tweede Slag bij Winchester – Zuidelijke overwinning die de invasie van Lee opnieuw mogelijk maakt
- 1863, 15 juni – Slag bij Richmond (Louisiana) – Een kleinere veldslag tijdens de Vicksburgveldtocht
- 1863, 17 juni – Slag bij Aldie – Onbesliste slag tijdens Lees opmars naar het noorden
- 1863, 17–19 juni – Slag bij Middleburg – J.E.B. Stuart moet zich terugtrekken na strijd met Noordelijke cavalerie
- 1863, 20 en 21 juni – Slag bij LaFourche Crossing – Noordelijke overwinning in West Louisiana
- 1863, 21 juni – Slag bij Upperville – Onbesliste confrontatie tussen cavalerie
- 1863, 24 en 25 juni – Slag bij Hoover's Gap – Noordelijke overwinning voorkomt dat Zuidelijke troepen uit Tennessee Vicksburg niet te hulp kunnen komen
- 1863, 28 juni – Tweede slag bij Donaldsonville – Noordelijke eenheden nemen Donaldsonville in
- 1863, 29 en 30 juni – Slag bij Goodrich's Landing – Zuidelijke eenheden verdrijven Noordelijke zwarte regimenten van verschillende plantages
- 1863, 30 juni – Slag bij Hanover – J.E.B. Stuart moet een omweg maken waardoor hij te laat komt om Lee bij Gettysburg te helpen
- 1863, 30 juni – Slag bij Sporting Hill – Schermutseling tijdens de Gettysburgveldtocht
- 1863, 1 juli – Slag bij Carlisle – De Zuidelijke cavalerie wordt opgehouden en geraakt niet op tijd in Gettysburg
- 1863, 1 juli – Slag bij Cabin Creek – Zuidelijke hinderlaag mislukt
- 1863, 1–3 juli – Slag bij Gettysburg – Robert E. Lee lijdt zware nederlaag; hij verliest na drie dagen strijd tegen Meade; de tweede invasie van het noorden mislukt
- 1863, 2 juli – Slag bij Hunterstown – Kleine schermutseling tussen cavalerie tijdens Gettysburgveldtocht
- 1863, 3 juli – Slag bij Fairfield – De route waarlangs Lees leger zich zal terugtrekken valt in Zuidelijke handen
- 1863, 4 juli – Slag bij Helena – Poging om de rivierhavens in te nemen mislukt; Arkansas blijft stevig in Noordelijke handen
- 1863, 4 juli – Slag bij Tebbs' Bend – Slag tijdens Morgans Raid
- 1863, 4 en 5 juli – Slag bij Monterey Pass – Noordelijke cavalerieaanval op bagagetrein van Lees leger
- 1863, 5 juli – Slag bij Lebanon – Slag tijdens Morgans Raid
- 1863, 6–16 juli – Slag bij Williamsport – Onbesliste slag tussen Lee en Meade
- 1863, 8 juli – Slag bij Boonsboro Onbesliste slag uitgevochten door achterhoede van Lees leger
- 1863, 9 juli – Slag bij Corydon – Raid van Zuidelijke eenheden tijdens Slag tijdens Morgans Raid
- 1863, 10 juli – Slag bij Funkstown – De Zuidelijke achterhoede wordt aangevallen na de Slag bij Gettysburg
- 1863, 11 juli – Eerste Slag om Fort Wagner – Noordelijke poging om fort in te nemen
- 1863, 12 en 13 juli – Slag bij Kock's Plantation – Zuidelijke overwinning in West Louisiana
- 1863, 16 juli – Slag bij Grimball's Landing – Onbesliste slag tijdens de Amerikaanse burgeroorlog
- 1863, 17 juli – Slag bij Honey Springs – Noordelijke overwinning
- 1863, 18 juli – Tweede Slag om Fort Wagner – Ook de tweede poging om het fort in te nemen mislukt
- 1863, 19 juli – Slag bij Buffington Island – Slag tijdens Morgans Raid
- 1863, 23 juli – Slag bij Manassas Gap – Onbesliste slag; Zuidelijken trekken zich ’s nachts terug van het slagveld
- 1863, 24 en 25 juli – Slag bij Big Mound – Unionisten verslaan Sioux
- 1863, 26 juli – Slag bij Dead Buffalo Lake – Unionisten verslaan Sioux
- 1863, 26 juli – Slag bij Salineville – Noordelijke overwinning en einde van Slag tijdens Morgans Raid
- 1863, 28 juli – Slag bij Stony Lake – Sioux ontsnappen aan hun achtervolgers
- 1863, 30 juli – Slag bij Brown's Mill – De Zuidelijke generaal-majoor Joseph Wheeler verslaat Noordelijke cavalerie tijdens de Atlantaveldtocht
- 1863, 17 augustus – 7 september – Tweede slag bij Charleston Harbor – Belegering van Fort Wagner en Fort Sumter door de Noordelijken
- 1863, 21 augustus – 8 september – Tweede slag bij Chattanooga – Noordelijken nemen de stad in na afleidingsmanoeuvre
- 1863, 1 september – Slag bij Devil's Backbone – Unionistische overwinning na zware gevechten
- 1863, 3–5 september – Slag bij Whitestone Hill – Overwinning op Sioux en Blackfeet
- 1863, 7–9 september – Slag bij Cumberland Gap – Het Zuidelijke garnizoen dat de pas verdedigt, geeft zich over
- 1863, 8 september – Tweede Slag om Fort Sumter – Na zwaar borbardement slagen de Unionisten er niet in om het fort te heroveren
- 1863, 8 september – Tweede Slag bij Sabine Pass – Overwinning voor de Zuidelijken
- 1863, 8 september – Slag bij Limestone Station – Schermutseling tijdens de Knoxvilleveldtocht
- 1863, 10 september – Slag bij Bayou Fourche – Little Rock wordt ingenomen door de Noordelijken
- 1863, 10 en 11 september – Slag bij Davis's Cross Roads – Noordelijken werpen verdedigingslinie op voor Chikamauga
- 1863, 13 september – Slag bij Culpeper Court House – Schermutseling tussen Noordelijke en Zuidelijke cavalerie
- 1863, 19 en 20 september – Slag bij Chickamauga – Bragg verslaat Rosecrans
- 1863, 22 september – Slag bij Blountville – Unionisten nemen het stadje in
- 1863, 22 september – 3 november – Shelby's Raid – Zuidelijke raid in Arkansas en Missouri
- 1863, 29 september – Slag bij Stirling's Plantation – Zuidelijke overwinning
- 1863, 1–9 oktober – Wheeler's Raid – Grote Zuidelijke raid in zuidoostelijk Tennessee
- 1863, 6 oktober – Slag bij Baxter Springs – Quantrills Raiders slachten een zwart regiment af
- 1863, 10 oktober – Slag bij Blue Springs – Zuidelijke troepen worden onder de voet gelopen
- 1863, 11 oktober – Eerste Slag bij Collierville – Zuidelijke cavalerie onder leiding van brigadegeneraal James R. Chalmers voeren een raid uit op het depot van Collierville
- 1863, 13 oktober – Eerste Slag bij Auburn – J.E.B.Stuart ontsnapt zijn belagers door in zich in een ravijn te verstoppen
- 1863, 14 oktober – Tweede Slag bij Auburn – De achterhoede van de Noordelijken wordt aangevallen; strijd blijft onbeslist
- 1863, 14 oktober – Slag bij Bristoe Station – Meade verslaat elementen van Lees leger
- 1863, 16–18 oktober – Slag om Fort Brooke – Noordelijken vallen Fort Brooke aan
- 1863, 18 oktober – Slag bij Charlestown – Slag tussen Zuidelijke cavalerie en Noordelijke infanterie
- 1863, 19 oktober – Slag bij Buckland Mills – Noordelijke cavalerie loopt in een hinderlaag en wordt verslagen
- 1863, 25 oktober – Slag bij Pine Bluff – Zuidelijke aanval mislukt
- 1863, 27 oktober – Slag bij Brown's Ferry – Noordelijke overwinning die het pad effende voor de ontzetting van Chattanooga
- 1863, 28 en 29 oktober – Slag bij Wauhatchie – Longstreet wordt verslagen door Noordelijk korps
- 1863, 3 november – Slag bij Collierville – Geconfedereerden slagen er niet in om stadje in te nemen
- 1863, 3 november – Slag bij Bayou Bourbeux – Zuidelijken winnen een schermutseling tegen een Noordelijk korps
- 1863, 7 november – Tweede Slag bij Rappahannock Station – Lee wordt gedwongen tot de terugtocht
- 1863, 16 november – Slag bij Campbell's Station – Omsingelingspoging door de Zuidelijken mislukt
- 1863, 24 november – Slag bij Lookout Mountain – De Noordelijken onder Joseph Hooker verslaan Zuidelijke legermacht en helpen daarbij Ulysses S. Grant in zijn strijd tegen Bragg
- 1863, 25 november – Slag bij Missionary Ridge – Grant verslaat Braxton Bragg en doorbreekt daarmee het beleg van Chattanooga
- 1863, 27 november – Slag bij Ringgold Gap – Zuidelijken onder Patrick Cleburne verslaan Noordelijken onder Joseph Hooker
- 1863, 27 november – 2 december – Slag bij Mine Run – Meade bombardeert de Zuidelijken waarna hij zich terugtrekt
- 1863, 29 november – Slag om Fort Sanders – Longstreet slaagt er niet in van het fort te veroveren door de slechte kwaliteit van het buskruit
- 1863, 14 december – Slag bij Bean's Station – Unionisten trekken zich gedeeltelijk terug
- 1863, 29 december – Slag bij Mossy Creek – Zuidelijke cavalerieaanval wordt afgeslagen
- 1864, 17 januari – Slag bij Dandridge – Unionisten moeten zich na strijd terugtrekken
- 1864, 26 januari – Slag bij Athens – Unionistische overwinning in Noord Alabama
- 1864, 27 januari – Slag bij Fair Garden – Pyrrusoverwinning voor de Noordelijken
- 1864, 1 februari – 3 februari – Slag bij New Bern – Generaal-majoor George Pickett slaagt er niet in om New Bern te heroveren op de Noordelijken
- 1864, 6 en 7 februari – Slag bij Morton's Ford – Afleidingsmanoeuvre door de Noordelijken
- 1864, 13 februari – Slag bij Middle Boggy Depot – Noordelijke overwinning bij opslagdepot
- 1864, 14–20 februari – Slag om Meridian – Sherman bezet het stadje
- 1864, 20 februari – Slag bij Olustee – Unionisten slagen er niet in van Florida te veroveren
- 1864, 22 februari – Slag bij Okolona – Zuidelijke cavalerieoverwinning op superieure Noordelijke tegenstander
- 1864, 22–27 februari – Eerste Slag bij Dalton – Noordelijken proberen te achterhalen hoe sterk de Zuidelijke tegenstander is, maar worden met verliezen teruggeslagen
- 1864, 2 maart – Slag bij Walkerton – Mislukte Noordelijke raid op Richmond
- 1864, 12 maart – Slag om Fort De Russy – Noordelijken nemen fort in waardoor de Red River geopend wordt tot in Alexandria
- 1864, 25 maart – Slag bij Paducah – Zuidelijk raid succesvol
- 1864, 3 en 4 april – Slag bij Elkin's Ferry – Poging om de rivier over te steken door de Noordelijken succesvol
- 1864, 8 april – Slag bij Mansfield – Red River Campaign wordt tijdelijk vertraagd
- 1864, 9 april – Slag bij Pleasant Hill – Aanval door de Zuidelijken mislukt
- 1864, 9–13 april – Slag bij Prairie D'Ane – Frederick Steele verslaat Sterling Price
- 1864, 12 april – Slag om Fort Pillow – Fort wordt ingenomen, zwarte soldaten worden afgeslacht
- 1864, 12 en 13 april – Slag bij Blair's Landing – Noordelijke overwinning in Louisiana
- 1864, 13 en 14 april – Slag bij Salyersville – Zuidelijke raid tegen Noordelijken in Kentucky
- 1864, 18 april – Slag bij Poison Spring – Opnieuw worden zwarte soldaten afgeslacht
- 1864, 23 april – Slag bij Monett's Ferry – Geconfedereerde aanval wordt afgeslagen
- 1864, 25 april – Slag bij Marks' Mills – Noordelijke inval in Arkansas
- 1864, 30 april – Slag bij Jenkins' Ferry – Noordelijke inval in Arkansas
- 1864, 5–7 mei – Slag in de Wildernis – Onbesliste confrontatie tussen Grant en Lee
- 1864, 6 en 7 mei – Slag bij Port Walthall Junction – Spoorlijn wordt vernietigd door Unionisten
- 1864, 7–13 mei – Slag bij Rocky Face Ridge – Onbesliste confrontatie bij Atlanta
- 1864, 8–21 mei – Slag bij Spotsylvania Court House – Onbesliste slag tussen Grant en Lee
- 1864, 9 mei – Slag bij Cloyd's Mountain – Noordelijke overwinning; Albert G. Jenkins sneuvelt
- 1864, 9 mei – Slag bij Swift Creek – Noordelijken beschadigen spoorlijn, maar worden gestopt door Zuidelijke eenheden
- 1864, 10 mei – Slag bij Cove Mountain – Na kort gevecht overwinnen de Noordelijken
- 1864, 10 mei – Slag bij Chester Station – Noordelijke troepen onder Benjamin Butler worden terug gedreven van hun posities
- 1864, 11 mei – Slag bij Yellow Tavern – Cavalerieoverwinning voor de Noordelijken; J.E.B. Stuart sneuvelt
- 1864, 12–16 mei – Slag bij Proctor's Creek – Beauregard verslaat Butler
- 1864, 13 mei – Slag bij Resaca – Sherman verslaat Johnston
- 1864, 15 mei – Slag bij New Market – De opmars van de Noordelijken onder Franz Sigel wordt tegengehouden
- 1864, 17 mei – Slag bij Adairsville – De Zuidelijken proberen een deel van het Noordelijke leger die Atlanta bedreigd te vernietigen
- 1864, 18 mei – Slag bij Yellow Bayou – Noordelijke overwinning
- 1864, 19 mei - Slag bij Cassville - Joseph E. Johnston probeert zonder succes een deel van het Noordelijke leger te vernietigen
- 1864, 20 mei – Slag bij Ware Bottom Church – Beauregard sluit net rond Butler
- 1864, 23–26 mei – Slag bij North Anna – Lee kan door ziekte zijn voordeel op Grant niet verzilveren
- 1864, 24 mei – Slag bij Wilson's Wharf – Zuidelijken onder Fitzhugh Lee worden verslagen door twee zwarte regimenten
- 1864, 25 en 26 mei – Slag bij New Hope Church – Hookers leger wordt verslagen
- 1864, 26 mei – 4 juni – Slag bij Dallas – Noordelijke overwinning; deZuidelijken trekken zich terug uit Georgia
- 1864, 27 mei – Slag bij Pickett's Mill – Onsuccesvolle aanval van Sherman tegen Johnston
- 1864, 28 mei – Slag bij Haw's Shop – Opmars van de Noordelijken wordt een halt toegeroepen
- 1864, 28–30 mei – Slag bij Totopotomoy Creek – Noordelijken moeten zich terugtrekken
- 1864, 30 mei – Slag bij Old Church – Noordelijken drijven Zuidelijken terug naar Cold Harbor
- 1864, 31 mei – 12 juni – Slag bij Cold Harbor – Lee slaat aanval van Grant af
- 1864, 5 juni – Slag bij Piedmont – Noordelijke leger onder David Hunter breken door de verdediging op weg naar Staunton, Virginia
- 1864, 6 juni – Slag bij Old River Lake – Noordelijke opmars in Arkansas
- 1864, 6 juni – 3 juli – Slag bij Marietta – Sherman verslaat Johnston
- 1864, 9 juni – Eerste Slag bij Petersburg – Beauregard verslaat Butler
- 1864, 10 juni – Slag bij Brice's Crossroads – Zuidelijken verslaan een driemaal groter Noordelijk leger
- 1864, 11 en 12 juni – Slag bij Trevilian Station – Zuidelijke overwinning
- 1864, 11 en 12 juni – Slag bij Cynthiana – Noordelijken verslaan John Hunt Morgan. Morgan kan ontsnappen
- 1864, 15–18 juni – Tweede Slag bij Petersburg – Lee verslaat Grant op weg naar Richmond
- 1864, 17 juni – Slag bij Lynchburg – Noordelijke eenheden trekken zich terug na list van de Zuidelijken
- 1864, 21–23 juni – Slag bij Jerusalem Plank Road – Linies voor het beleg van Petersburg worden uitgebreid
- 1864, 22 juni – Slag bij Kolb's Farm – Door slechte weersomstandigheden mislukt de Zuidelijke aanval
- 1864, 24 juni – Slag bij Saint Mary's Church – Zuidelijke eenheden slagen erin om de Noordelijken te vertragen
- 1864, 25 juni – Slag bij Staunton River Bridge – Zuidelijken verdedigen met succes de brug, zodat hun belegerde kameraden in Petersburg de nodige voorraden blijven ontvangen
- 1864, 27 juni – Slag bij Kennesaw Mountain – Johnston slaat aanvallen van Sherman af
- 1864, 28 juni – Slag bij Sappony Church – Noordelijke raid op bevoorradingslinies van Lee wordt afgeslagen
- 1864, 29 juni – Eerste Slag bij Ream's Station – Zuidelijke overwinning
- 1864, 5 juli – Slag bij Pace's Ferry – Noordelijken veroveren een belangrijke oversteekplaats tijdens de Atlantaveldtocht
- 1864, 9 juli – Slag bij Monocacy – Zuidelijke opmars wordt vertraagd
- 1864, 11 en 12 juli – Slag om Fort Stevens – Mislukte poging om door de Zuidelijken om Washington D.C. te veroveren – President Lincoln komt onder vijandelijke vuur te liggen terwijl hij de slag bekijkt
- 1864, 13 juli – Slag bij Camden Point – Zuidelijken vallen in een hinderlaag
- 1864, 14 en 15 juli – Slag bij Tupelo – Noordelijken overwinnen
- 1864, 16 juli – Slag bij Heaton's Crossroads – Noordelijke overval op Zuidelijke bagagetrein
- 1864, 18 en 19 juli – Slag bij Cool Spring – Zuidelijke overwinning
- 1864, 20 juli – Slag bij Rutherford's Farm – Zuidelijken lopen in een hinderlaag en worden verslagen
- 1864, 20 juli – Slag bij Peachtree Creek – Zuidelijke aanval mislukt
- 1864, 22 juli – Slag bij Atlanta – Sherman verslaat Hood
- 1864, 24 juli – Tweede slag bij Kernstown – Jubal Early verslaat de Noordelijken
- 1864, 26 juli – Slag bij Killdeer Mountain – Overwinning op de Sioux
- 1864, 27 juli – Eerste Slag bij Deep Bottom – Zuidelijke overwinning in het beleg van Petersburg
- 1864, 28 juli – Slag bij Ezra Church – Zuidelijke verrassingsaanval mislukt; de Noordelijken overwinnen
- 1864, 30 juli – Slag van de Krater – Lee verslaat Burnside
- 1864, 31 juli – Slag om Fort Smith – Zuidelijke raid op het fort mislukt
- 1864, 1 augustus – Slag bij Folck's Mill – Onbesliste slag tussen Noord en Zuid
- 1864, 2–23 augustus – Slag bij Mobile Bay – Noordelijken nemen havenstad in
- 1864, 5–7 augustus – Slag bij Utoy Creek – Onbesliste slag aan de rechterflank van de Noordelijken in de omgeving van Atlanta
- 1864, 7 augustus – Slag bij Moorefield – Zuidelijke raid komt ten einde na nederlaag
- 1864, 14 en 15 augustus – Tweede Slag bij Dalton – Noordelijke eenheden weerstaan herhaalde aanvallen
- 1864, 14–20 augustus – Tweede Slag bij Deep Bottom – Noordelijke aanval wordt afgeslagen
- 1864, 16 augustus – Slag bij Guard Hill – Onbesliste strijd na Zuidelijke cavalerieaanval
- 1864, 17 augustus – Slag bij Gainesville – Zuidelijke overwinning in Amerikaanse burgeroorlog
- 1864, 18–21 augustus – Slag bij Globe Tavern – Zuidelijken verliezen controle over de spoorwegen rond Petersburg
- 1864, 20 augustus – Slag bij Lovejoy's Station – Geconfedereerden slaan een Noordelijke raid af gericht op het station
- 1864, 21 augustus – Tweede Slag om Memphis – Geconfedereerde raid kent een gedeeltelijk succes
- 1864, 21 augustus – Slag bij Summit Point – onbesliste slag tussen Noordelijke en Zuidelijke strijdkrachten
- 1864, 25 augustus – Tweede Slag bij Ream's Station – Noordelijke stellingen worden onder de voet gelopen door de Zuidelijken
- 1864, 25–29 augustus – Slag bij Smithfield Crossing – Onbesliste veldslag tussen Noord en Zuid
- 1864, 31 augustus – 1 september – Slag bij Jonesborough – De weg naar Atlanta is vrij na Noordelijke overwinning
- 1864, 3 en 4 september – Slag bij Berryville – onbesliste tweedaagse strijd tussen Jubal A. Early en Joseph B. Kershaw
- 1864, 19 september – Derde Slag bij Winchester – Sheridan verslaat Early
- 1864, 21 en 22 september – Slag bij Fisher's Hill – Noordelijke overwinning na frontale aanval
- 1864, 27 september – Slag om Fort Davidson – Noordelijken blazen eigen fort op
- 1864, 27 september – Slag bij Marianna – Noordelijke cavalerieraid in Florida
- 1864, 29 en 30 september – Slag bij Chaffin's Farm – Overwinning voor de Noordelijken, maar slagen er toch niet in om verschillende forten te veroveren
- 1864, 30 september – 2 oktober – Slag bij Peebles's Farm – Noordelijke overwinning bij Petersburg
- 1864, 1 oktober – Slag bij Vaughan Road – Noordelijke overwinning bij Petersburg
- 1864, 1–3 oktober – Eerste Slag bij Saltville – Zuidelijke overwinning op zwarte cavalerie
- 1864, 5 oktober – Slag bij Allatoona – Noordelijke forten weerstaan aanval
- 1864, 7 oktober – Slag bij Darbytown en New Market Roads – Zuidelijke aanval afgeslagen nabij Richmond
- 1864, 9 oktober – Slag bij Tom's Brook – Noordelijke overwinning
- 1864, 13 oktober – Slag bij Darbytown Road – Aanval op Zuidelijke stellingen rond Petersburg
- 1864, 15 oktober – Slag bij Glasgow – Noordelijke eenheden geven zich over
- 1864, 19 oktober – Tweede Slag bij Lexington – Noordelijken worden uit de stad verjaagd
- 1864, 19 oktober – Slag bij Cedar Creek – Sheridan verslaat Early; de Zuidelijken worden verjaagd uit de vallei van Shenendoah
- 1864, 21 oktober – Slag bij Little Blue River – Zuidelijke overwinning in Missouri
- 1864, 22 oktober – Tweede slag bij Independence – Onbesliste slag tussen Samuel R. Curtis en Sterling Price
- 1864, 22 en 23 oktober – Slag bij Byram's Ford – Zuidelijken onder Marmaduke verslagen
- 1864, 23 oktober – Slag bij Westport – Noordelijken veroveren de controle over Missouri
- 1864, 25 oktober – Slag bij Marais des Cygnes – Zuidelijken onder Price worden op de hielen gezeten tot in Kansas
- 1864, 25 oktober – Slag bij Mine Creek – Zuidelijken onder Price verslagen; restanten vluchten terug naar Missouri
- 1864, 25 oktober – Slag bij Marmiton River – Price blijft uit de handen van de Noordelijken
- 1864, 26–29 oktober – Slag bij Decatur – Zuidelijken slagen er niet in van de rivier te overbruggen
- 1864, 27 en 28 oktober – Slag bij Boydton Plank Road – Na inname van de belangrijke weg moeten de Noordelijken zich toch terugtrekken
- 1864, 27 en 28 oktober – Slag bij Fair Oaks en Darbytown Road – Zuidelijke overwinning tijdens beleg van Petersburg
- 1864, 28 oktober – Tweede Slag bij Newtonia – James G. Blunt verslaat Joseph O. Shelby
- 1864, 4 en 5 november – Slag bij Johnsonville – Zuidelijken bombarderen Noordelijke posities
- 1864, 11–13 november – Slag bij Bull's Gap – Kleine overwinning voor de Zuidelijken
- 1864, 16 november – Shermans mars naar de zee – Sherman plundert het zuiden
- 1864, 22 november – Slag bij Griswoldville – Noordelijke overwinning voor Sherman
- 1864, 24 november – Slag bij Columbia – Zuidelijke list om een rivieroversteek te vergemakkelijken
- 1864, 25 november – Eerste Slag bij Adobe Walls – Een nederzetting van de Kiowa-indianen wordt vernietigd
- 1864, 28 november – Slag bij Buck Head Creek – Noordelijke overwinning in Georgia
- 1864, 29 november – Slag bij Sand Creek – Cheyenne en Arapaho worden afgeslacht
- 1864, 29 november – Slag bij Spring Hill – Voorspel voor de slag bij Franklin
- 1864, 30 november – Slag bij Franklin – Hood verliest van Thomas
- 1864, 30 november – Slag bij Honey Hill – Zuidelijke overwinning tijdens Shermans mars naar de zee
- 1864, 4 december – Slag bij Waynesboro, Georgia – Aanval op Sherman afgewend
- 1864, 5–7 december – Derde Slag bij Murfreesboro – Ongeslaagde raid van de Zuidelijken
- 1864, 13 december – Tweede Slag om Fort McAllister – Noordelijke overwinning; fort en nabijgelegen stad worden ingenomen
- 1864, 15 en 16 december – Slag bij Nashville – Zuidelijk leger in Tennessee wordt onder de voet gelopen
- 1864, 17 en 18 december – Slag bij Marion – Noordelijke overwinning in Virginia
- 1864, 19 december – Slag bij Altamaha Bridge – Zuidelijken slagen erin om hun vluchtweg uit Savannah nog enkele dagen langer op te houden
- 1864, 20 en 21 december – Tweede Slag bij Saltville – Noordelijke overwinning en inname de stad
- 1864, 23–27 december – Eerste Slag om Fort Fisher Onsuccesvolle aanval op het Fort Fisher
- 1864, 25 december – Slag bij Anthony's Hill – Zuidelijke cavalerieoverwinning
- 1865, 13–15 januari – Tweede Slag om Fort Fisher – Noordelijken nemen fort in
- 1865, 3 februari – Slag bij Rivers' Bridge – Noordelijken nemen brug in
- 1865, 5 februari – Slag bij Hatcher's Run – Noordelijke aanval rond Petersburg
- 1865, 11 februari – Slag bij Aiken – De Zuidelijke generaal Joseph Wheeler verslaat de Noordleijke brigadegeneraal Judson Kilpatrick
- 1865, 11–20 februari – Slag om Fort Myers – Noordelijken verdedigen fort met succes tegen Zuidelijke aanval
- 1865, 22 februari – Slag bij Wilmington – Laatste haven in Zuidelijke handen wordt veroverd
- 1865, 2 maart – Slag bij Waynesboro – Restanten van een Zuidelijke leger wordt vernietigd
- 1865, 6 maart – Slag bij Natural Bridge – Zuidelijke overwinning voorkomt de inname van Tallahassee
- 1865, 7–10 maart – Slag bij Wyse Fork – Zuidelijke aanval afgeslagen door Noordelijke artellerie
- 1865, 10 maart – Slag bij Monroe's Cross Roads – Zuidelijke overwinning tijdens de Carolinas Campagne
- 1865, 16 maart – Slag bij Averasborough – Onbesliste confrontatie
- 1865, 19–21 maart – Slag bij Bentonville – Overwinning voor Sherman
- 1865, 25 maart – Slag bij Fort Stedman – Lee probeert het beleg rond Petersburg te breken
- 1865, 27 maart – 8 april – Slag om Spanish Fort – Noordelijken nemen fort in
- 1865, 29 maart – Slag bij Lewis's Farm – Noordelijke troepen veroveren Zuidelijke stellingen
- 1865, 31 maart – Slag bij White Oak Road – Richard H. Anderson wordt verslagen
- 1865, 31 maart – Slag bij Dinwiddie Court House – Pickett verslaat Sheridan
- 1865, 1 april – Slag bij Five Forks – Sheridan verslaat de Zuidelijken
- 1865, 2 april – Slag bij Selma – Wilson verslaat Forrest
- 1865, 2 april – Derde Slag bij Petersburg – Lee wordt door Grant verslagen
- 1865, 2 april – Slag bij Sutherland's Station – Lees communicatielijnen worden afgesneden
- 1865, 2–9 april – Slag om Fort Blakely – Fort wordt veroverd door de Noordelijken
- 1865, 3 april – Slag bij Namozine Church – Verschillende belangrijke Zuidelijke generaals worden gevangengenomen
- 1865, 5 april – Slag bij Amelia Springs – Onbesliste schermutseling
- 1865, 6 april – Slag bij Sayler's Creek – Noordelijke overwinning
- 1865, 6 april – Slag bij Rice's Station – Kleine schermutseling
- 1865, 6 en 7 april – Slag bij High Bridge – Lee slaagt er niet in van zijn bevoorrading te verzorgen; hij weigert voorlopig om zich over te geven
- 1865, 7 april – Slag bij Cumberland Church – Zuidelijke achterhoede wordt aangevallen maar de aanval wordt stopgezet vanwege het invallen van de duisternis
- 1865, 8 april – Slag bij Appomattox Station – Noordelijke cavalerie vernietigt vijandelijke bevoorrading
- 1865, 9 april – Slag bij Appomattox Courthouse – Lees troepen geven zich over
- 1865, 13–15 april – Slag bij Morrisville – Laatste cavaleriegevechten van het conflict
- 1865, 16 april – Slag bij West Point – Noordelijke overwinning
- 1865, 16 april – Slag bij Columbus – Noordelijke overwinning
- 1865, 1 mei – Slag bij Anderson – Kleine schermutseling
- 1865, 12 en 13 mei – Slag bij Palmito Ranch – Zuidelijke overwinning in Texas
- 1866 – Slag bij Sadová – Pruisen verslaat Oostenrijk-Hongarije
- 1866 – Slag bij Königgrätz – beslissende overwinning van Pruisen op Oostenrijk
- 1870, 2 september – Slag bij Sedan – Duitsland verslaat Frankrijk
- 1874, 27 juni – Tweede Slag bij Adobe Walls – veldslag na overval door troep Indianen op een kamp van buffeljagers

#### 1876 tot 1900
- 1876, 25 juni – Slag bij de Little Bighorn – Overmoedige Custer door Sioux in de val gelokt
- 1880, 20 december – Slag bij Bronkhorstspruit – Overwinning van de Boeren op de Britten
- 1881, 28 januari – Slag bij Laingsnek – Overwinning van de Boeren op de Britten
- 1881, 8 februari – Slag bij Schuinshoogte – Overwinning van de Boeren op de Britten
- 1881, 27 februari – Slag bij Majuba – Laatste van vier veldslagen tijdens de Eerste Boerenoorlog tussen Groot-Brittannië en de Boeren van Transvaal; beslissende overwinning van de Boeren
- 1899, 11 december – Slag bij Magersfontein – Overwinning van de Boeren in de Tweede Boerenoorlog

### 20e eeuw
- 1900, 23 en 24 september – Slag bij Spionkop – Overwinning van de Boeren in de Tweede Boerenoorlog
- 1914, 12 augustus – Slag der Zilveren Helmen
- 1914, 20–25 augustus – Slag der Grenzen
- 1914, 23 augustus – Slag bij Bergen
- 1914, 26–31 augustus – Slag bij Tannenberg
- 1914, 5 – 12 september – Eerste Slag bij de Marne
- 1914, 29 september – 31 oktober – Slag bij de Wisła – Russische overwinning
- 1914, 18 oktober – 12 november – Slag om de IJzer
- 1914, 21 oktober – 10 december – Eerste Slag om Ieper
- 1915, 6–15 april – Slag bij Celaya – Pancho Villa verliest cruciale slag in de Mexicaanse Revolutie
- 1915, 17 april – 25 mei – Tweede Slag om Ieper
- 1915, 4–15 augustus – Slag om Kara Killisse – Slag tussen Ottomaanse en Russische troepen
- 1915–1916 – Slag om Gallipoli
- 1916, 21 februari – 15 december – Slag om Verdun
- 1916, 1 juli – 18 november – Slag aan de Somme
- 1917, 31 juli – 10 november – Derde Slag om Ieper
- 1917, 20 november – 3 december – Slag bij Cambrai
- 1918, 18 maart – 29 april – Vierde Slag om Ieper
- 1918, 9–29 april – Duits Lenteoffensief
- 1918, 16 en 17 april – Slag om de Kemmelberg
- 1918, 18 en 19 september, Slag bij Doiran
- 1918, 24 oktober – 3 november – Slag bij Vittorio Veneto
- 1936, november – Slag om Madrid
- 1937, 9–13 december – Slag om Nanking – gevolgd door Bloedbad van Nanking
- 1939, maart – Val van Madrid
- 1940, 10–12 mei – Slag om de Grebbeberg
- 1940, 10 juli – 31 oktober – Slag om Engeland
- 1941, 22 juni – 5 december – Operatie Barbarossa – Duitse veldtocht tegen Rusland
- 1941, 23 augustus – 26 september – Slag om Kiev
- 1941, 8 september – 1944, 27 januari – Beleg van Leningrad
- 1941, 2 oktober – 1942, 7 januari – Slag om Moskou
- 1941, 20–24 oktober – Eerste Slag om Charkov
- 1942, 30 januari – 15 februari – Slag om Singapore
- 1942, 12–28 mei – Tweede Slag om Charkov
- 1942, 7 augustus – 1943, 9 februari – Slag om Guadalcanal
- 1942, 19 november – 1943, 2 februari – Slag om Stalingrad
- 1943, 19 februari – 15 maart – Derde Slag om Charkov
- 1943, 4–22 juli – Slag om Koersk
- 1943, 7 augustus – 2 oktober – Slag bij Smolensk
- 1944, 6 juni – 25 augustus, Slag om Normandië (D-Day)
- 1944, 29 juni – 4 juli – Minskoffensief
- 1944, 17–21 september – Operatie Market Garden (Slag om Arnhem)
- 1944, 30 september – Slag om Overloon
- 1944, 16 december – 18 januari, 1945 – Ardennenoffensief
- 1944, december – 1945, januari – Slag om het Capelse Veer
- 1945, 16 februari – 26 maart – Landing op Iwo Jima
- 1945, 6–17 maart – Operatie Frühlingserwachen (laatste Duitse tegenaanval bij het Balatonmeer in het huidige Hongarije)
- 1945, 1–21 april – Ruhrkessel
- 1945, 1 april – 21 juni – Slag om Okinawa
- 1945, 16 april – 2 mei – Slag om Berlijn (Fort Berlijn)
- 1954, 13 maart – 7 mei – Slag bij Dien Bien Phu
- 1967 – Slag om de Golanhoogten
- 1988, 7 en 8 januari, Slag om Berg 3234
- 1992–1996 – Beleg van Sarajevo
- 1993 – Slag om Mogadishu

### 21e eeuw
- 2007 – Slag bij Chora
- 2011 – Slag om Tripoli
- 2015 – Slag om Kobani